# 우에하라 아이의 작품 목록

## 성인 비디오
- 기타 출연자는 작품에 이름이 명시된 것에 한해서 적음

### 2011년
| 발매일                                                      | 비디오 제목 | 제작사 / ID               | 기타 출연자 | 비고                   |
| ----------------------------------------------------------- | --- | ------------------------- | --- | ---------------------- |
| 2011년 4월 26일 ア アイドル オイル猥褻マッサージ 禁断映像}} | 라하니아 토카이 LML-004 |                           | |                        |
| 2011년 5월 27일                                             | 옆 반의 여자아이 隣のクラスの女の子 | 올스택 픽쳐스 TOSTO-008   | | - 시모하라 마이로 출연 |
| 2011년 6월 4일                                              | 도쿄 관광 버스에서 추행당해 소리를 참는 지방 여자 東京観光バスで無理やり触られあえぎ声を我慢する田舎娘 | 내츄럴 하이 NHDTA-116     | 이시쿠라 에이미 · 카토 아야나 |                        |
| 2011년 6월 6일                                              | 콧물놀이2 : 콧물로 들이키거나, 빨거나, 놀거나 鼻水あそび 2 鼻水で、吸ったり舐めたり遊んだり… | 아이링 IAPB-022           | |                        |
| 2011년 6월 6일                                              | 강제 무허가 질내사정 음행기록Vol.25 強制無許可中出し 淫行記録Vol.25 | 메가 하츠 GSR-025         | | - 아유카와 쇼코로 촬영 |
| 2011년 6월 18일                                             | 거절 못하고, 도망가지 못하고, 소리도 못내는 감도양호여자4 拒めず、逃げず、声も出せない 感度良好女子 4 | IENERGY! IENE-069         | 아사기리 아카리 · 카와이 안리 · 카토 아야나 |                        |
| 2011년 7월 7일                                              | 딸에게 아버지가 SEX 하고 싶어 최면술을 걸어 질내사정 하겠습니다 娘に父親とSEXしたくなる催眠術をかけて中出し近親相姦させちゃいます | ROCKET RCT-322            | |                        |
| 2011년 7월 7일                                              | 밀실에서 귀를 애무당해 허리가 풀린 어린 소녀 密室で耳を愛撫され腰を抜かすロリ娘 | 내츄럴 하이 NHDTA-128     | 하츠미 아리스 외 |                        |
| 2011년 7월 15일                                             | 사정시대 비즈니스 걸의 생생하고 음란한 핸드잡 射精時代 ビジネスガールの生々しくて淫靡な手淫 | SEX Agent MN-040          | 마츠시타 카렌 · 미즈시마 아즈미 · 코자쿠라 리쿠 |                        |
| 2011년 7월 21일                                             | 거리 게릴라 노상헌팅병기 매직미러호 첫등장! 명문대 입학식편 : 타깃은 한 달 전까지 고등학생이었던 풋풋한 여대생! 街中ゲリラ路上ナンパ兵器 マジックミラー便 初登場！名門大学の入学式編 ターゲットは1ヶ月前までリアル女子校生の超絶フレッシュ女子大生！！ | DEEP'S DVDES-429          | 나미키 안나 · 니이야마 유키미 · 마나베 히로노 · 마에지마 아미 · 미나카타 사키 · 사와다 마나 · 시부사와 렌 · 아마미야 코토네 · 아사기리 아카리 · 아키나 · 유키 마코 · 코이즈미 치나츠 · 코하루 · 쿠라시나 사야카 · 하야사카 카나 |                        |
| 2011년 7월 22일                                             | 조금 마시는 정액은 건강에 좋아 少しくらいの精飲はむしろ健康によい | BALTAN TMVI-014           | 아오이 미치루 |                        |
| 2011년 8월 6일                                              | 교복노예소녀 아야 制服奴隷少女 あや（18歳） | BALTAN TMVI-014           | | - 아야로 출연          |
| 2011년 8월 10일                                             | 신인과 그냥 섹스! 엄마 친구 유혹2 어린 신부 애호회 素人生ハメ！ ママ友ナンパ 2 幼妻愛好会 | HOT ENTERTAINMENT HZM-057 | |                        |
| 2011년 8월 12일                                             | 저, 질내사정되었습니다. 전업주부 컬렉션 4시간 4 私、中出しされました。専業主婦コレクション 4時間 4 | BAZOOKA MDB-305           | 미야세 리코 · 시라토리 미레이 · 아다치 리코 · 타키자와 마이 |                        |
| 2011년 8월 19일                                             | 싸기 전에 멈추는 펠라치오 焦らし寸止めフェラチオ | SEX AGENT AGEMIX-090      | 나카이 치하루 · 니시노 마오 · 오이카와 하루나 · 키사키 에마 |                        |
| 2011년 8월 19일                                             | 검정 스타킹의 무릎으로 가버렸다 어쨌든 무릎으로 조르고 싶어 黒ストの膝でコかれちゃった とにかく膝で責められたいんです！ | SEX AGENT AGEMIX-091      | 니시노 마오 · 미나미 레이 · 카나자와 사토미 · 키사키 에마 |                        |
| 2011년 8월 20일                                             | ●학생 아이짱 첫 기절 절정과 질내사정의 기록 Vol.16 ●学生 あいちゃん 悶絶初アクメと中出しの記録 Vol.16 | 플래닛 플러스 AMBI-16     | |                        |
| 2011년 9월 16일                                             | 타이트스커트 엉덩이에 자위 タイトスカート尻コキ | SEX Agent AGEMIX-095      | 나카이 치하루 · 아카니시 료 · 오이카와 하루나 · 키쿠카와 리나 |                        |
| 2011년 9월 23일                                             | 거유 아마추어 섹스 도감2 "오늘... 하는거네?" 巨乳素人ハメ撮り図鑑2 「今日って…、スルよね？」 | SLEAZY SLE-006            | 미즈사와 마키 |                        |
| 2011년 10월 1일                                             | 여자 ○○생 납치 감금 12 女子○○生拉致監禁 12 | Rogue Planet KINK-012     | |                        |
| 2011년 10월 7일                                             | 발기 젖꼭지 괴롭히기3 勃起乳首責め 3 | 에이텐 RAFT-011           | 니시노 카오루 · 스즈네 사유미 · 아유카와 치사토 · 하루나 사유키 · 하마나 마유카 |                        |
| 2011년 10월 21일                                            | 여사원 펠라치오능력 향상 활동 女性社員のフェラチオ能力向上活動 | SEX Agent MN-047          | 미즈시마 아즈미 · 미야노 유카나(미야사카 레이아) · 카나메 료 · 하세가와 마이 |                        |
| 2011년 11월 4일                                             | 스스로 하는 자위 自画オナ | 에이텐 RAFT-012           | 니시노 카오루 · 스즈네 사유미 · 아리무라 사나에 · 아유카와 치사토 · 쿠로카와 료 · 하루나 사유키 · 하마나 마유카 · 히노 쿠루미                                                                                                   |                        |
| 2011년 11월 7일                                             | 로●타 줄무니 팬티 니삭스 4시간 Vol.2 ロ●ータ縞パンニーソックス4時間 Vol.2 | GLAY'z IMPACT GIGR-008    | 츠보미 · 토키타 아이미 · 하세가와 시즈쿠 |                        |
| 2011년 11월 18일                                            | 바로 벗겨서 (얼룩) 속옷 체크! 2 まさに、脱ぎたて（汚）下着チェック！！ 2 | 에이텐 RAFT-013           | 니시노 카오루 · 미야노 마나카 · 스즈네 사유미 · 아리무라 사나에 · 하루나 사유키 · 하마나 마유카 · 히노 쿠루미 |                        |
| 2011년 11월 18일                                            | 여사원, 사내 섹스에서 몸부림친다 女子○○生拉致監禁 12 | SEX Agent MN-051          | 미야노 유카나(미야사카 레이아) · 아이하라 사에 · 츠지이 미호 · 카나메 료 |                        |
| 2011년 11월 18일                                            | 보면서 직전에 멈추면 풀발기에서 더는 못참겠어 ガン見寸止めがフル勃起すぎてもう堪らん | SEX Agent AGEMIX-100      | 니시노 마오 · 카나자와 사토미 · 키사키 에마 · 타카쿠라 마이 |                        |
| 2011년 12월 22일                                            | 2011 SOD 여사원 공개종무식 2011 SOD女子社員 （恥）公開仕事納め | SOD 크리에이트 SDMT-618   | 시이나 미즈호 · 아유카와 치사토 · 오구라 모모 · 오츠키 히비키 · 우에무라 카스미 · 카나사키 유메 · 카야마 유라 |                        |

### 2012년
| 발매일           | 비디오 제목 | 제작사 / ID                | 기타 출연자 | 비고                     |
| ---------------- | --- | -------------------------- | --- | ------------------------ |
| 2012년 1월 25일  | 흑인과 순수소녀 아이 黒人とウブ少女 あい | 슈슈 SUSU-009              | |                          |
| 2012년 2월 25일  | 로리★작은 전 주니어모델 ロリ★プチ 元ジュニアモデル | NEXT GROUP AAO-020         | |                          |
| 2012년 3월 25일  | 공중 화장실에 등장한 정신병자 公衆便所に現る変質者 | STAR PARADISE DMAT-078     | 사카타 모모 · 아시다 마이 · 키사라기 루카 · 키우치 리나 |                          |
| 2012년 5월 10일  | 부르마 버스4 ムレムレブルマバス 4 | DEEP’S DVDES-515           | 미나미노 모에코 · 아이우치 노조미 · 오호리 카나 · 쿠리바야시 리리 · 쿠리야마 카린 |                          |
| 2012년 5월 20일  | 섹스당한 인터넷 아이돌 ハメられた着エロネットアイドル | YOU PLANNING DHC-02        | |                          |
| 2012년 5월 24일  | 그녀에게 써먹으려고 숨겨놓은 미약을 누나가 멋대로 먹어 내앞에서 발정 彼女に試そうと隠していた媚薬を姉が勝手に使って僕の部屋で発情                                                                       | ROCKET RCT-406             | 미즈사와 마오 · 야마모토 미와코 · 키타가와 이츠키 |                          |
| 2012년 5월 25일  | 이제 곧 졸업이니까… 학번, 이름 009 우에하라 아이 もうすぐ卒業だから… 学籍番号009 上原亜衣 | ONE DA FULL ODFA-009       | |                          |
| 2012년 5월 25일  | 체육계 부활동소녀 : 리듬체조부 아이 体育会系部活少女 新体操部 あい | 라마 LAKA-12               | |                          |
| 2012년 6월 7일   | 나란히 누워 자던 언니의 새어나온 신음소리를 듣고 발정해버린 여동생 川の字で寝ていた姉が我慢できずに漏らす喘ぎ声を聞いて発情しだす妹 4                                                                   | 내츄럴 하이 NHDTA-214      | 미나미 리오나 · 키타가와 히토미 · 하즈키 노조미 |                          |
| 2012년 6월 21일  | 어리광부리며 깨물기 甘えて甘噛み | KEU KUF-12033              | 코노하 · 하세가와 시즈쿠 · 하츠미 사키 |                          |
| 2012년 6월 25일  | 메이드 찻집의 아가씨 : 오늘의 할 일은 질내사정 섹스 メイド喫茶の店員さん 今日のお仕事は中出し交尾 | 썸띵 SASS-13               | |                          |
| 2012년 6월 30일  | 아마추어 간사이 원조교제 (나카다 씨) 010 しろうと関西円光（中田氏）010 | Plum SK-010                | 토키타 아이미 |                          |
| 2012년 6월 30일  | 도서관에서 소리도 못내고 질려버릴 정도로 애액을 흘리는 민감한 아가씨 10 図書館で声も出せず糸引くほど愛液が溢れ出す敏感娘 10                                                                             | 내츄럴 하이 NHDTA-268      | 와카나 아이 · 이마이 히로노 · 카스가노 유이 · 쿠루루기 미캉 · 키무라 츠나 |                          |
| 2012년 7월 7일   | 요코○○ 대학 부속 병원에 근무하는 현역 간호사 AV 데뷔 横○○立大学付属病院勤務現役ナースAVデビュー！ | BeFree BF-198              | |                          |
| 2012년 7월 19일  | 착각해서 탄 척 하고 여학교 통학 버스를 타고 섹스했다 Vol.1 「間違えたフリして女子校通学バスに乗り込んで生でヤられた」 VOL.1                                                                             | DANDY DANDY-292            | 마리카 · 사쿠라 모에 · 헨미 마이 |                          |
| 2012년 7월 20일  | "엄마가 옆에 있는데…" 로리 외설 교내 치한 Vol.03 「ママが傍にいるのに…」ロリ猥褻校内痴漢 Vol.03 | VALEX BUR-400              | 오이시 미사키 · 키무라 츠나 |                          |
| 2012년 8월 13일  | 관능 스페셜리스트 공포의 조작 성기 "더 시비안" 완전 공개! 10명의 강제 광란 올라타는 인형 官能スペシャリスト 恐怖の操り性殖器 ～ザ・シビアン～ 完全撮り下ろし！10人の強制狂乱跨がり人形                  | BabyEntertainment DXSY-001 | 고토 리사 · 미카미 카리나 · 스즈키 리카 · 아마노 코유키 · 아오이 시노 · 요시이 미키 · 코하루 · 키쿠치 리나 |                          |
| 2012년 8월 13일  | 순수 無垢 | 무쿠 MUKD-229              | | - 아이나로 촬영          |
| 2012년 9월 6일   | 시간아 멈춰라! 19 時間よ止まれ！ パート19 | V＆R 프로덕트 VSPDS-663    | 나나세 아사미 · 마에다 치에 · 미나미 리오나 · 오자와 나즈나 · 카사이 치나미 |                          |
| 2012년 9월 7일   | 처음하는 딜도 자위 아마추어 10명 初めてディルドオナニー 素人10名 | 에이텐 RAFT-020            | 미나미 세이라 · 아사쿠라 유나 · 아오이 나나세 · 우치다 사나에 |                          |
| 2012년 9월 15일  | 여동생 LOVE+ いもうとLOVEプラス 37 | K-Tribe KTDS-481           | |                          |
| 2012년 9월 19일  | 시오후키 현역 메이드 우에하라 아이 항문 해금 潮吹き 現役メイド上原亜衣 アナル解禁 | 크로스 CRPD-433            | |                          |
| 2012년 9월 25일  | 최음제 치한3 媚薬痴漢 3 | 내츄럴 하이 NHDTA-285      | 츠보미 · 하즈키 노조미 |                          |
| 2012년 9월 28일  | 세계에서 가장 큰 가슴 돌연변이로 태어난 위협적인 Z컵 백보지 소녀 하야세 크리스탈 18세 世界一の超乳突然変異で生まれ育った脅威のZカップパイパン少女 早瀬・クリスタル18歳                                  | First Star STAR-3017       | |                          |
| 2012년 9월 30일  | 아마추어 원조교제 생으로 질내사정 143 아이 20세 素人援交生中出し 143 あい20才 | Plum SE-143                | |                          |
| 2012년 10월 1일  | BACK FIRE 네발로 기는 자세에서 꼬리처럼 나온 자지 バックファイヤー 四つん這いの体勢からシッポのように出たチ○ポ                                                                                          | MOODYZ MIAD-582            | 모리 나나코 · 미나미 리오나 · 미야마 아오이 · 미즈시마 아즈미 · 사사키 레미 · 사토 하루키 · 시미즈 리사 · 아리야스 마리 · 아유카와 치사토 · 오츠키 히비키 · 키노시타 아게하 · 토키타 아이미                                                                                      |                          |
| 2012년 10월 1일  | 최면중독 코스플레이어 아이Z 催眠中毒 コスプレイヤー 亜衣Z | 최면연구소별관 ANX-012     | |                          |
| 2012년 10월 6일  | Tokyo 247 우에하라 아이 19세 학생 Tokyo 247 上原亜衣19歳 学生 155cm-B84-W58-H88 | Tokyo-247 407AI            | |                          |
| 2012년 10월 7일  | 슈퍼 디지털 모자이크 처음부터 끝가지 No Cut! 진성 질내사정 23연발 현역 미인 여대생 아이 19세 スーパーデジタルモザイク 最初から最後までNo Cut！真性中出し 23連発 現役美人女子大生 あい19才               | 모모타로 영상출판 YMDD-024 | |                          |
| 2012년 10월 13일 | 애완소녀 애널인형8 愛玩少女 アナル人形8 | 나카지마코쿄 SID-42        | |                          |
| 2012년 10월 13일 | MOODYZ 팬 감사제 바코바코 버스투어 2012 후보자구제? 바코버스 잠입 수사 대작전! MOODYZファン感謝祭 うらバコバコバスツアー2012 補欠者救済？バコバス潜入捜査大作戦！！                                     | MOODYZ MIAD-583            | 나가세 아키 · 마츠시타 히카리 · 마키 쿄코 · 세리자와 츠무기 · 시노다 유 · 아이우치 노조미 · 아이카와 린 · 이나가와 나츠메 · 이와사 아유미 · 이즈미 마나 · 츠보미 · 코하쿠 우타 · 키타가와 히토미 · 키타지마 안 · 타치바나 히나타 · 토모다 아야카 · 하타노 유이 · 후지와라 히토미 |                          |
| 2012년 10월 15일 | 온순하고 순수한 아이에게 질내사정 Vol.07 아이 大人しい地味子に中出し Vol.07 あい | K-Tribe KTDS-492           | |                          |
| 2012년 10월 26일 | 아날로 가버리는 여자아이 アナルでイキまくる女の子 | First Star STAR-3024       | |                          |
| 2012년 11월 1일  | 부끄럼쟁이 아가씨와 계속되는 섹스 テレ屋な娘のいつものセックス | S-Cute SQTE-034            | |                          |
| 2012년 11월 1일  | 손가락 한개로 자지를 훑어 자극해 사정시키는 장인들의 일 指コキ 1本の指で竿をなぞるように刺激し射精へと誘う匠の業                                                                                        | MOODYZ MIAD-586            | 모리 나나코 · 미나미 리오나 · 미야마 아오이 · 미야지 유리카 · 미즈시마 아즈미 · 사사키 레미 · 사토 하루키 · 시미즈 리사 · 아리야스 마리 · 아유카와 치사토 · 오츠키 히비키 · 키노시타 아게하 · 타케이 마키 · 토키타 아이미                                                        |                          |
| 2012년 11월 8일  | 2층 침대가 흔들릴만큼 느끼는 언니의 신음에 발정해버린 여동생6 설마했던 세 자매와 3 연속 섹스 2段ベッドが揺れるほど感じる姉の喘ぎ声を聞いて発情しだす妹 6 まさかの三姉妹と3連続セックス                  | 내츄럴 하이 NHDTA-317      | 사쿠라 세나 · 세리자와 츠무기 · 우사미 나나 · 후타바 미카 |                          |
| 2012년 11월 13일 | 야외 섹스 능욕이야기 : 옷이 더렵혀지고, 조련되는 나. 아이 E컵 19세 青姦凌辱物語。～お洋服を汚され、調教されるわたし～ あいEカップ19歳                                                                   | 아넥스 APAK-049            | |                          |
| 2012년 11월 19일 | 세계에서 가장 큰 자지를 가진 남자와의 섹스 世界で一番大きなチンポを持つ男のSEX | ROOKIE RKI-223             | 세리자와 츠무기 · 하세가와 시즈쿠 |                          |
| 2012년 11월 20일 | 시오후키블레이드 펠라치온 : 시오후키 코스플레이어 シオフキブレイド フェラチオン 潮吹きコスプレイヤー | YOU PLANNING CCS-01        | |                          |
| 2012년 11월 22일 | 시간아 멈춰라! 비공인 STOP 테스트 보여져선 안되는 촬영의 뒷편 공개2 時間よ止まれ！非公認STOPテスト 見せてはいけない撮影の裏側（秘）公開 2                                                               | V & R 프로덕츠 VANDR-011   | 나나세 아사미 · 시미즈 리사 · 마에다 치에 · 미나미 리오나 · 아이바 레이카 · 와카나 아이 · 우치다 사나에 · 이마이 히메카 · 츠쿠시 · 카사이 치나미 |                          |
| 2012년 11월 23일 | 입! 보지! 항문! 세 구멍 윤간 FUCK クチ！マンコ！アナル！ 3穴輪姦FUCK | 메텔 호르몬 MEEL-05        | |                          |
| 2012년 11월 23일 | Nude Art : 18세 미소녀 충격 누드 Nude Art ～18歳美少女 衝撃ヌード～ | 레이븐 RACA-021            | | - 아키모토 카린으로 출연 |
| 2012년 11월 25일 | 질척질척 더블 백보지 시오후키!' びちゃびちゃWパイパン潮吹き！ | kawaii* KAWD-415           | 코노하 |                          |
| 2012년 11월 30일 | 자유가 없는 항문피학육체로 채무를 변제한 소녀 自由なきアナル被虐肉体で弁済する少女 | 타이요 토쇼 RPD-002        | |                          |
| 2012년 12월 7일  | 로리 전문 미소녀 진짜 질내사정 ロリ専科 美少女真正中出し | GLAY'z CUT-003             | |                          |
| 2012년 12월 7일  | 여고생 치어걸 14 JKチアガール 14 | 크리스탈 영상 EKDV-280     | |                          |
| 2012년 12월 13일 | 여동생 메이드 나의 망상 いもうとメイド ボクの萌え妄想 | HERO HERR-020              | |                          |
| 2012년 12월 13일 | 아직도 여전히 아이돌이 되고싶은 여성들을 속여 콘돔 없이 섹스 후에 질내사정 Vol.02 いくつになってもアイドル願望のある女性たちを騙して生ハメザーメン中出し Vol.02                                         | LUCK LUK-005               | 마츠 스미레 · 미나미 리오나 · 히라코 치카 |                          |
| 2012년 12월 13일 | 방과후에 너와 둘이서 : 여학생 레즈비언 放課後に君とふたりで。～女子校生レズ～ | U & K AUKG-151             | 미즈나 레이 |                          |
| 2012년 12월 22일 | 임신한 언니에게 "한번만 하게 해줘"라고 부탁하면 아무에게 말하지 않는다는 조건으로 질내사정까지 하도록 해준다 妊娠した姉に「一回だけやらせて」と頼み込んだら誰にも言わない約束で中出しまでさせてくれた 2 | 내츄럴 하이 NHDTA-321      | 이와사 아유미 · 키리타니 아야 |                          |
| 2012년 12월 25일 | PORTIO HYPNOTIC SALON 11 ポルチオヒプノティックサロン 11 | 프린세스 M PRIM-011        | |                          |
| 2012년 12월 28일 | 딸의 섹스를 보고 하고싶어졌다 젊은 아내는 어떤 남자의 정자라도 받아들인다 2 娘のSEXを見て疼いた若妻はどんな男の精子も中で受け止める！？ 2                                                               | SCOOP SCOP-108             | 니시나 모모카 · 세토 히마리 · 쿠라키 미오 · 키타가와 에리카 |                          |
| 2012년 12월 30일 | 귀여운 얼굴을 하고선 커다란 엉덩이!! 可愛い顔してデカ尻！！ | IRIS MKZ-007               | |                          |

### 2013년
| 발매일           | 비디오 제목 | 제작사 / ID                | 기타 출연자 | 비고 |
| ---------------- | --- | -------------------------- | --- | ---- |
| 2013년 1월 3일   | Ai 당신과 아이의 이야기 Ai あなたとあいのストーリー | REbecca REBD-041           | |      |
| 2013년 1월 10일  | 술취한 상사가 실수로 최음제를 마셔 눈이 뒤집혀 하고 싶어해 난처하다 酔った女上司が‘間違って’媚薬を飲んでしまい自らハメては白目を剥いて漏らしまくって困った | 내츄럴 하이 NHDTA-342      | 오시로 카에데 · 하즈키 노조미 |      |
| 2013년 1월 11일  | 여고생 블루머12 JKブルマ 12 | 크리스탈 영상 EKDV-287     | |      |
| 2013년 1월 13일  | 아이나와 아야네 あいなとあやね | 무쿠 MUKD-243              | 오쿠라 아야네 |      |
| 2013년 1월 13일  | 근친상간×진짜 질내사정 近親相姦×真正中出し | 하야부사 ARA-014           | |      |
| 2013년 1월 13일  | 맨얼굴이 귀여운 원조교제 소녀 素顔がかわいぃ援交少女 | HERO HERX-021              | |      |
| 2013년 1월 13일  | 돌격치녀! 택배 애널 소프 突撃痴女！宅配アナルソープ | MARX Brothers co. SMA-658  | |      |
| 2013년 1월 15일  | 일의 피로를 풀기 위해, 온천 여관에서 자위를 하는 오늘날의 미인 OL들 "지배인, 혹시 엿본건가요?" 仕事の疲れを癒す為、温泉旅館でオナニーをする今時の美人OLたち 「番頭さん、覗いてたんですか？」 | 라하이나 토카이 LPGX-018   | 야마시타 마리아 · 하세가와 시즈쿠 |      |
| 2013년 1월 19일  | 리얼타임 러버즈1 음란한 몸의 인형 リアルタイムラバーズ 1 操り刻淫肉人形 | BabyEntertainment DXRT-001 | |      |
| 2013년 1월 25일  | 영혼의 한 발, 대량 질내사정 魂の一発大量中出し | 혼나카 HND-044             | |      |
| 2013년 1월 25일  | 치한 퇴치를 못하고 범해져버린 여자를 촬영하자! 痴漢撃退できずに犯された女を撮る！ | STAR PARADISE WAN-277      | 아라가키 레이 · 코바야시 마리 · 타나베 리코 · 후지오카 미키 |      |
| 2013년 1월 25일  | 허리를 흔들며 딜도 기승위 자위! 腰振りディルド騎乗位オナニー！ | MARX Brothers co. SMA-660  | 사토 하루키 · 스도 사키 · 아이우치 린카 · 오사나미 유카 · 우사미 나나 · 코니시 나츠미 · 키타지마 안 · 타카하시 유이 · 토조 에미 |      |
| 2013년 1월 25일  | 펠라치오 스페셜 Vol.Ⅲ 애태우는 여학생×240분×16명×16발 フェラチオSP Vol.Ⅲ おしゃぶり女子校生×240分×16人×16発 | 하야부사 CEN-009           | 미나미 리오나 · 미나미 에리카 · 미나미 호노카 · 미사키 아스미 · 미오 미쿠루 · 아유카와 치사토 · 오가와 나노 · 오하시 쿠루미 · 코사키 미오 · 쿠리야마 카린 · 키무라 치나 · 타케이 마키 · 토모다 아야카 · 후지사키 코토네 · 히라코 치카 |      |
| 2013년 2월 1일   | 더블 미소녀 밀착 역3P 소프랜드 W美少女密着 逆3Pソープランド | MOODYZ MIAD-600            | 츠보미 |      |
| 2013년 2월 7일   | 공중에 뜬 것처럼 가면서 뛰어오르는 "새우처럼 꺾이는 약 투여 에스테틱 宙に浮くほどイキ跳ねる「エビ反り薬漬けエステ」 | 내츄럴 하이 NHDTA-352      | 미즈사와 마오 · 아이카와 유이 |      |
| 2013년 2월 8일   | 노팬티×시오후키 우에하라 아이를 빌려드리겠습니다 ノーパン×潮吹き 上原亜衣 お貸しします。 | 크리스탈 에이조 EKDV-293   | |      |
| 2013년 2월 13일  | 아마추어 걸을 돈으로 사서 촬영했습니다2 돈이 궁한 아마추어에게 촬영할 때 질내사정했습니다 素人ギャルを買い撮ります II お金に困っている素人ギャルを撮影し中出ししちゃいました | 하야부사 LUK-007           | 오츠카 마유 · 후카다 모모 · 휴가 유리 |      |
| 2013년 2월 15일  | 여동생 탕 Vol.04 いもうと風呂 Vol.04 | K-Tribe KTDS-533           | 모리나가 치사토 · 우사미 나나 · 코사키 미오 · 키무라 츠나 · 타나카 시노 · 후지사키 코토네 · 후지이 코노미 |      |
| 2013년 2월 21일  | 감금조교실 監禁調教部屋 | GLORY QUEST TT-042         | |      |
| 2013년 2월 21일  | AV 여배우 우에하라 아이가 자신이 AV 여배우인것을 친정에서 과감하게 커밍아웃! AV女優上原亜衣がAV女優であることを実家で過激にカミングアウト！ | DEEP’S DVDES-605           | |      |
| 2013년 2월 22일  | 공주님 크로니클5 お嬢様クロニクル 5 | ONE DA FULL ODFA-020       | |      |
| 2013년 2월 25일  | 조숙한 엉덩이 早熟な生尻 | kawaii* KAWD-434           | |      |
| 2013년 2월 25일  | 엉덩이 전설 尻伝説 | 지츠로쿠슛판 ZSD-73        | |      |
| 2013년 2월 25일  | 펠라치오 스페셜 Vol. IV 근친상간 펠라치오 내 딸, 여동생, 누나는 펠라치오 고수 210분×14명×근친펠라치오 14편 フェラチオSP Vol.Ⅳ 近親相姦フェラチオ 俺の娘、僕の妹、私の姉は尺八上手 210分×14人×近親フェラ14話 | 하야부사 CEN-010           | 미나미 에리카 · 쿠라키 하루 · 키무라 츠나 · 후카다 모모 |      |
| 2013년 2월 28일  | 블루머 변태같은 M남 페티쉬 괴롭히기 ブルマでスケベなM男フェチ責め | MARRION MMIF-002           | 우사미 나나 · 키무라 츠나 |      |
| 2013년 2월 28일  | 완전 밀착 그녀의 집에서 진짜 질내사정 ピタッ!密着◆おうちDE真正中出し | MOB 스타즈 MOBBY-015       | |      |
| 2013년 3월 1일   | 귀여운 여자아이와 야한 섹스 미성년자와의 육체관계 愛らしい女子校生といやらしいセックス 未成年と肉体関係 | 무곤 MUGON-086             | |      |
| 2013년 3월 7일   | 우에하라 아이식 조루자지 강화합숙 上原亜衣式 早漏チ○ポ強化合宿 | 아키노리 FSET-418          | |      |
| 2013년 3월 7일   | 거유 요가강사의 질내사정 섹스 레슨 巨乳ヨガインストラクターの中出しＳＥＸレッスン | GLORY QUEST SS-010         | 미나미 카린 · 아사기리 아카리 · 야마모토 미와코 |      |
| 2013년 3월 8일   | 젊은 노예부인 고상한 기모노를 입은 미녀를 남편 대신에.. 巨乳ヨガインストラクターの中出しＳＥＸレッスン | 드림 티켓 PWD-006          | |      |
| 2013년 3월 23일  | 가정교사에게 최음제를 먹이면 너무 잘 들어서 눈이 뒤집혀 섹스하기에 곤란하다6 家庭教師に媚薬を飲ませたら効きすぎて白目を剥くほどセックスしたがって困った 6 | 내츄럴 하이 NHDTA-371      | 사토 하루키 · 하츠미 사키 |      |
| 2013년 4월 5일   | 여학생 이라마치오 女子校生・イラマチオ | 와프 엔터테인먼트 CEN-031  | |      |
| 2013년 4월 7일   | 소녀 가정교사 백보지 시오후키 수업 ギャル家庭教師 パイパン潮吹き授業 | BeFree BF-243              | |      |
| 2013년 4월 10일  | 나의 귀여운 여동생이 이렇게 야한 얼굴로 팬티를 노출해 도발하고, 손가락으로 소리내며 자위할리없어! Vol.05 俺の可愛い妹がこんないやらしい顔でパンチラ挑発してきて、じゅぼじゅぼ指オナニーまでするハズがない！！ Vol.05                                                                                                | unfinished UNCP-009        | 타케이 마키 · 카자하나 유메 |      |
| 2013년 4월 11일  | 신임교육실습생 우에하라 아이 바이브 기계로 조교×최음 삼각목마×위험일에 질내사정 15연발, 이 모든 것에서 시오후키! 시오후키! 시오후키! 新任教育実習生 上原亜衣 マシンバイブ調教×催淫三角木馬×危険日中出し15連発 そのすべてで 潮！潮！潮！                                                                             | 사디스틱 빌리지 SVDVD-345  | |      |
| 2013년 4월 11일  | 모르는 여자만 손해보는, 세계 최대급의 거대 자지를 우에하라 아이가 강제 펠라치오/섹스/질내사정한다. 知らない女だけが損をする！ 世界最大級のメガチ○ポで上原亜衣が強制フェラ/ハメ潮/生中出しをヤる | DANDY DANDY-329            | |      |
| 2013년 4월 12일  | 우에하라 아이 붓카케 팬 감사제 上原亜衣ぶっかけファン感謝祭 | First Star GIRL-12         | |      |
| 2013년 4월 15일  | 순종적인 사무원에게 질내사정1 아이 いいなり事務員に中出し 1 あい | K-Tribe KTDS-547           | |      |
| 2013년 4월 15일  | "자지 빨아도 돼?" Vol.02 미소녀 18명의 모에 모에 펠라치오 240분♪ 『おちんちん舐めてもいいですか？』 Vol.02 美少女18人達の萌え萌えフェラチオ240分♪ | K-Tribe KTDS-554           | 니시나 모모카 · 우사미 나나 · 코사키 미오 · 쿄노 유이 · 키무라 츠나 · 타나카 시노 · 타치바나 히나타 · 호시카와 나츠 · 후지사키 코토네                                                                                                 |      |
| 2013년 4월 19일  | 100발의 정액을 마신다 100発の精子飲む | 아이디어 포켓 IPSD-047     | |      |
| 2013년 4월 19일  | 우에하라 아이 예쁜 엉덩이 소녀 기절하며 시오후키! 굉장한 사정! 上原亜衣 美尻少女悶絶潮！激噴射！！ | 키칙스 KTKX-054            | |      |
| 2013년 4월 19일  | 음란하게 흠뻑 젖은 섹스 淫乱ハメ潮ずぶ濡れセックス | 란마루 TYOD-187            | |      |
| 2013년 4월 25일  | 과격한 시오후키 축제! 우에하라 아이의 레즈비언 팬 감사제 : 크레이지 스플래쉬 Ver 過激な潮吹き祭り！上原亜衣のレズファン感謝祭 ～クレイジースプラッシュVer～ | DEEP'S DVDES-622           | |      |
| 2013년 4월 25일  | 나 교육실습생의 겨드랑이에 발정하고 말았다 教育実習生の腋に発情してしまった俺 | 아키노리 FEST-426          | 사오토메 라부 · 후지와라 히토미 |      |
| 2013년 4월 25일  | 우에하라 아이에게 레즈당하는 DVD 上原亜衣ちゃんとレズれる！DVD | SOD 크리에이트 SDMT-926    | |      |
| 2013년 4월 26일  | 코스프레섹스room 아이 1○세 동방★이○요이 사쿠야로 분장해서 개인 촬영 コスハメroom あい1○才 東方★十○夜咲夜でプライベート撮影 | I.B.WORKS ROOM-003         | |      |
| 2013년 4월 26일  | 부모님께는 비밀의 근친상간 여행 아이 1○세 親には内緒の妹近親相姦旅行 あい1○才 | I.B.WORKS IBW-372          | |      |
| 2013년 4월 26일  | 바로 찢어지는 콘돔 すぐに破れるコンドーム | EROTICA SERO-0175          | |      |
| 2013년 4월 29일  | 얼굴에 올라탄 소녀 顔騎少女 | 지츠로쿠슛판 ZSGD-28       | |      |
| 2013년 5월 1일   | Lesbian Venus : 리얼 레즈비언 다큐멘터리 Lesbian Venus ～リアルレズドキュメント～ | U & K AUKG-174             | 미즈나 레이 · 세나 아유무 · 이나가와 나츠메 · 코지마 준나 · 하타노 유이 |      |
| 2013년 5월 3일   | DREAM SHOWER ドリシャッ！！ | 와프 엔터테인먼트 WDI-032  | |      |
| 2013년 5월 9일   | 비상식살롱 나 바디 에스테할 때 발기해버렸다.9 여고생 버전 非ヌキ系サロン 洗体エステで勃起しちゃった僕。 09 JKバージョン | 아키노리 FSET-428          | 마츠시타 히카리 · 우사미 나나 · 히라하라 미나미 |      |
| 2013년 5월 9일   | 절대로 손대선 안되는 상대를 요바이해버린 나 Vol.06 絶対に手を出してはいけない相手を夜這いしちゃった俺 Vol.06 | 아키노리 FEST-429          | AIKA · 카스가 유이 · 코노하 |      |
| 2013년 5월 23일  | 동급생은 유부녀로, 선생(남편) 몰래 시오후키, 질내사정시켜주는 상냥한 아이 同級生は人妻で、先生（夫）には内緒で潮吹き中出しさせてくれる優しい子 | 히비노 HAVD-859            | |      |
| 2013년 5월 23일  | 뇌 내 최음약 : 버섯을 입에 물리고, 웃고! 울고! 울부짖고! 흐느낀다! 절정 중독 脳内媚薬 ～キノコを喰わされて、笑い！泣き！叫び！漏らし！絶頂イキ中毒～ | 내츄럴 하이 NHDTA-390      | 나츠메 유키 · 마시로 아이 · 마츠시타 히카리 · 사토 하루키 · 우사미 나나 · 키무라 츠나 · 토모다 아야카 |      |
| 2013년 5월 24일  | 삽입한채로 14발 질내사정 抜かずの14発中出し | EROTICA SERO-0180          | |      |
| 2013년 5월 24일  | 이거… 기분 좋은 시험이야!? 초민감 아가씨의 대 패닉 스페셜 おはズボッ！これって…気持ちいい肝試し！？ 超敏感娘大パニックスペシャル | 아테나 에이조 TMRD-546     | 미사키 아스미 · 사토 유리 · 요시무라 안나 · 이시하라 아이 |      |
| 2013년 5월 24일  | 백보지 순정 여고생 パイパン純情 JK | 크리스탈 에이조 EKDV-315   | |      |
| 2013년 5월 25일  | 궁극의 팬 서비스!? 질내사정 아이돌 촬영회 究極のファンサービス！？中出しアイドル撮影会 | MARX Brothers co. SMA-679  | |      |
| 2013년 5월 25일  | 질내사정을 거절할 수 없는 순종적인 그녀 中出しを断れないいいなり彼女 | 혼나카 HND-060             | |      |
| 2013년 6월 6일   | AV 여배우의 언니 VS 남동생 AV女優の姉VS弟 | SOD 크리에이트 SDMT-952    | |      |
| 2013년 6월 7일   | 트리플 V.I.P 스플래쉬 대량 시오후키 30리터 스페셜 トリプルV.I.Pスプラッシュ 大量潮吹き30リットルスペシャル | PREMIUM PXD-027            | 미즈사와 마오 · 오츠키 히비키 |      |
| 2013년 6월 7일   | 슈퍼 디지털 모자이트 NON STOP FUCK! 66연발! 5시간! 노컷 리얼 질내사정 진짜섹스! 무한절정 19세 세노 아이카, 한계 아슬아슬 우에하라 아이, 보● 파괴 Sumire スーパーデジタルモザイク NON STOP FUCK！66連発！！5時間！！ ノーカット真性中出しガチ本番！無限絶頂19才 瀬乃ゆいか 限界ギリギリ 上原亜衣 お●んこ破壊… Sumire | 모모타로 영상출판 YMDD-032 | 쿠리사키 모모코(Sumire) · 세노 아이카 |      |
| 2013년 6월 13일  | 질내사정 Special★ 真正中出しSpecial★ | 하야부사 WED-119           | |      |
| 2013년 6월 15일  | 거유 여동생 질내사정 18 巨乳いもうと中出し 18 | K-Tribe KTDS-567           | |      |
| 2013년 6월 20일  | 조교! 가축노출3 調教！家畜露出 3 | 사디스틱 빌리지 SVDVD-357  | |      |
| 2013년 6월 20일  | 음란한 말하며 정액 마시는 미소녀 淫語ごっくん美少女 | GLORY QUEST TT-051         | |      |
| 2013년 6월 20일  | 섹스하며 싸고! 가면서 싸고! 마시면서 싸는 4P 섹스! 4 ハメ潮！イキ潮！飲み潮！4Pエッチ！ 4 | SOD 크리에이트 SDMT-924    | 사토 하루키 |      |
| 2013년 6월 21일  | 직장에서 목 구멍 깊숙히 빠는 직업 職場の喉奥シャブリスト | 와프 엔터테인먼트 CWM-174  | AIKA · 니이야마 카에데 · 스노하라 미키 · 시노다 유 · 오츠키 히비키 · 코하루 우타 · 하즈키 노조미 |      |
| 2013년 6월 21일  | 우에하라 아이와 동거하지 않겠습니까 上原亜衣と同棲しませんか | 크리스탈 에이조 EKDV-320   | |      |
| 2013년 6월 25일  | 굉장한 시오후키 미소녀에게 질내사정 FUCK すごい潮吹き美少女に中出しFUCK | CMP COSQ-029               | |      |
| 2013년 7월 1일   | 시오후키 대난교 4시간 스페셜2 潮吹き大乱交4時間SPECIAL2 | MOODYZ MIRD-123            | 나츠메 유키 · 아리사 · 후지와라 히토미 |      |
| 2013년 7월 2일   | 소악마 여학생이 뇌쇄시켜줄게 : 적극적인 여자아이야! 각오하라고, 남자들! 小悪魔女子校生が悩殺してあげる 積極的なオンナの子！覚悟してね！男子たち！ | 프레스티지 TGAV-045        | |      |
| 2013년 7월 2일   | 나를 도발하는 저 귀여운 아이는 한 번 싸는 것은 허락해주지 않는다 僕を挑発する可愛いあの子は1回の射精では許してくれない | 프레스티지 TGAV-046        | 아즈미 렌 · 에이쿠라 아야 |      |
| 2013년 7월 5일   | 우에하라 아이의 드라이브 데이트 하자 上原亜衣のドライブデートしようよ | 크리스탈 에이조 EKDV-32    | |      |
| 2013년 7월 6일   | 콘돔 없이 섹스, 질내사정, 정액 먹는 변태녀 生ハメ中出しごっくん痴女 | 아키노리 FSET-438          | |      |
| 2013년 7월 6일   | 풍속녀가 된 동급생과 온천 여관에서 1박 2일 ソープ嬢になった同級生と温泉宿で一泊二日 | 도쿄틴틴+ TIN-019          | |      |
| 2013년 7월 6일   | AV 현장에 가서 보니, 실제로는 이렇게나 야해? AV現場行ってみたらホントはこんなエロかった！？ | SOD 크리에이트 SDMT-745    | 미즈노 아코 · 오호리 카나 · 이치노세 루카 · 카와카미 유 · 토모다 아야카 · 하즈키 노조미 · 호시자키 유나 |      |
| 2013년 7월 12일  | 붓카케 경이의 119연발 PRIMIUM BEST 240분 (특별판) ぶっかけ白濁ザーメン 驚異の119連発 PREMIUM BEST 240分 【特別版】 | First Star LOVE-04         | 나츠키 미아 · 시즈쿠 코토 · 오모모 리사 · 코하쿠 우타 |      |
| 2013년 7월 13일  | 아이돌과 콘돔없이 한다 No.1 AV 아이돌! ナマドル 生ハメできるNo.1AVアイドル！！ | 밀키푸린♪ PMP-217          | |      |
| 2013년 7월 13일  | 애액과 사랑에 가득차서 흘러 넘치는, 쾌감이 분출되는 신혼 성생활 潮と愛に満ち溢れた快感おもらし新婚性活 | MOODYZ MIAD-630            | |      |
| 2013년 7월 13일  | 질내사정이 가능한 순수한 여학생 한정 소프랜드 膣内射精の出来る無垢ナ女子校生限定ソープランド | 무쿠 MUKD-261              | |      |
| 2013년 7월 19일  | 졸업3 卒業 III | 프레스티지 ONEZ-002        | |      |
| 2013년 7월 25일  | 강제 질내사정 윤간학교 強制中出し輪姦学校 | 혼나카 KRND-001            | |      |
| 2013년 7월 25일  | 미소녀 둘이서 섹스 섹스! 美少女ふたりでエッチッチ！ | kawaii* KAWD-462           | 오노우에 와카바 |      |
| 2013년 8월 1일   | MOODYZ 팬 감사제 파코파코 버스투어 2013 축제 대난교 스페셜! MOODYZファン感謝祭 バコバコバスツアー2013 お祭り大乱交スペシャル！！ | MOODYZ MIRD-125            | 니이야마 카에데 · 마이사키 미쿠니 · 메구리 · 사사키 레미 · 사토 하루카 · 세나 아유무 · 스즈키 사토미 · 아야세 미나미 · 오노우에 와카바 · 요시나가 아카네 · 츠루타 카나 · 츠보미 · 키무라 츠나 · 타케우치 사리나 · 토미나가 이치고     |      |
| 2013년 8월 2일   | 나는 변태 私は痴女 | 크리스탈 에이조 EKDV-330   | |      |
| 2013년 8월 5일   | 성희롱하며 지도하다가 폭발해버린 치어리더에게 괴롭히며 몇번이고 사정해버렸다 セクハラ指導をしていたらキレたチアリーダーにイジメられて何度も射精させられた。 | 프리덤 NFDM-300            | |      |
| 2013년 8월 7일   | 노팬티로 오줌싸는 여학생 ノーパンおもらし女子校生 | 프리미엄 PJD-081           | |      |
| 2013년 8월 9일   | 우에하라 아이 PRIMIUM BEST 4시간 上原亜衣 PREMIUM BEST 4時間 | TMA 21ID-029               | |      |
| 2013년 8월 13일  | 화장 안한 여학생이 야해요! 팽개쳐진 4시간! すっぴん女子校生がエロいんです！～ヤリっぱなしの4時間！！～ | HERO HERX-028              | 사토 유리 · 우사미 나나 · 쿠리하라 윤 · 키무라 츠나 · 호즈미 유리 |      |
| 2013년 8월 13일  | 더블 질내사정 SPECIAL 240분 W真性中出しSPECIAL240min | MOODYZ MIGD-527            | 오노우에 와카바 |      |
| 2013년 8월 16일  | 여동생 메이드와 맘껏 하고싶어 : 6명의 메이드와 4시간의 섹스 いもうとメイドとやりたい放題～6人のメイドand4時間のセクロス～ | HERO HERR-028              | 사토 유리 · 우사미 나나 · 쿠리하라 윤 · 키무라 츠나 · 호즈미 유리 |      |
| 2013년 8월 22일  | or? Act;02 | ONE MORE ONEZ-004          | |      |
| 2013년 8월 25일  | 질내사정 팬 감사제 本物中出しファン感謝祭 | 혼나카 HNDS-009            | |      |
| 2013년 8월 25일  | 소악마 여고생 대담한 판치라 컬렉션7 小悪魔JK 大胆パンチラコレクション 7 | 아로마 기카쿠 ARMG-240     | 나츠메 유키 · 나카타니 미유 · 사야마 아즈미 · 타치바나 사야 · 후지미야 우즈키 |      |
| 2013년 9월 1일   | 아이와 아기 만들기 신혼 생활 あいと子作り新婚生活 | 완즈 팩토리 WANZ-096       | |      |
| 2013년 9월 1일   | 애널 해금 & 질내사정 SEX 좋아하는 당신이라면 항문으로도 느낄수있어… アナル復活解禁＆中出しSEX 大好きなアナタとならお尻の穴でも感じたい… | 미츠게츠 SIB-013           | |      |
| 2013년 9월 5일   | 시오후키 100리터, 질내사정 10리터. 우에하라 아이를 속여서 땀냄새나는 일용직 노동자와 콘돔 없이 질내사정하는 난교를 하자! ハメ潮100リットル 中出しザーメン10リットル 上原亜衣をダマして超汗臭い日雇い労働者とナマ中出し乱交SEXをさせろ！                                                                             | 사디스트 빌리지 SVDVD-369  | |      |
| 2013년 9월 5일   | 여변호사 우에하라 아이의 음란한 말 재판 : 성범죄 검증 과정에서 드러난 동정, 큰 자지에 발정! 여자 법률가들의 성기에 대한 음란한 말 심문배틀! 女弁護士 上原亜衣の淫語裁判 性犯罪の検証をしていくうちに明らかになる童貞、デカチンに発情！女法律家たちによる性器の淫語尋問バトル！！                                    | DEEP'S DVDES-664           | 오츠키 히비키 · 이다 세이코 · 호시노 아카리 |      |
| 2013년 9월 13일  | 맹목적으로 사랑하는 여동생들과의 근친상간 여행 2개조 8시간 溺愛する妹たちと近親相姦旅行 2枚組8時間 | I.B.WORKS IBW-400Z         | 마츠시타 히카리 · 미야지 유리카 · 사쿠라 치즈루 · 요시미 리나 · 이타노 유키 · 키무라 츠나 · 히라하라 미나미 |      |
| 2013년 9월 13일  | 질내사정 전용 변기 中出し専用肉便器 | MOODYZ MIGD-532            | |      |
| 2013년 9월 20일  | 학교 수영복 57 スク水H 57 | 크리스탈 에이조 EKDV-339   | |      |
| 2013년 9월 20일  | 벌어져 있는 클럽 ワレメ倶楽部 | 그레이즈 TUE-020           | 사와다 아이리 · 이타노 유키 |      |
| 2013년 9월 27일  | 귀여운 백보지 로리타 4시간 可愛いパイパンロ●ータ 4時間 | TMA 21ID-034               | 오기와라 쿠루미 · 오모리 리사 · 이타노 유키 · 키무라 츠나 |      |
| 2013년 9월 27일  | 우에하라 아이의 프리미엄 성감 맨즈 에스테틱 퍼스트클래스 上原亜衣のプレミアム性感メンズエステ ファーストクラス | TMA KSDO-020               | |      |
| 2013년 9월 27일  | 인간 포기 人間廃業 | 앨리스 JAPAN DV-1554       | |      |
| 2013년 10월 15일 | 우리들의 아이 4시간 ぼくらの亜衣 4時間 | K-Tribe KTDS-610           | |      |
| 2013년 10월 18일 | 120분간 논스톱 촬영, 노컷 편집에 콘돔 없이 섹스 후 질내사정 31연발, 장시간 청소 펠라치오! 120分間ノンストップ撮影、ノーカット編集で生中出し31連発に長時間お掃除フェラ！！ | 에이텐 KV-126              | |      |
| 2013년 10월 19일 | 페티쉬의 집 : 바깥에서는 볼 수 없어 フェチの館 他では見られない | 에비스상 EVIZ-008          | |      |
| 2013년 10월 25일 | 붓카케 질내사정 윤간 100연발 ぶっかけ中出し輪姦100連発 | 다스! DASD-229             | |      |
| 2013년 10월 25일 | 듬뿍 치유되는 질내사정 온천 どっぷり癒される本物中出し温泉 | 혼나카 HND-082             | |      |
| 2013년 11월 1일  | 여학생 질내사정 소프 女子校生中出しソープ | 완즈 팩토리 WANZ-116       | |      |
| 2013년 11월 1일  | 우에하라 아이한테 레즈로 당해버려 上原亜衣にレズで犯される | h.m.p HODV-20920           | 카미야 마유 |      |
| 2013년 11월 7일  | 프리미엄 W 스플래쉬 절정 시오후키 논스톱 스페셜! プレミアムWスプラッシュ 絶頂潮吹きノンストップスペシャル！ | 프리미엄 PJD-093           | 아사쿠라 코토미 |      |
| 2013년 11월 7일  | AV 여배우가 촬영장에 오면 갑자기 바로 SEX해서 질내사정 AV女優が撮影現場に来たらいきなりSEX 即ハメ 生中出し | GLORY QUEST SS-026         | 노노미야 코코미 · 아오야마 아오이 · 요시나가 아카네 · 츠바키 카나리 |      |
| 2013년 11월 7일  | 치욕의 교육실습생5 恥辱の教育実習生5 | 어태커즈 SHKD-525          | |      |
| 2013년 11월 8일  | 묶이고 싶어하는 여학생 縛られたがる女子校生 | KMP REAL-485               | |      |
| 2013년 11월 13일 | "간다"고 말하지 않아도, 분명 가고 있어요! 4시간 「イク」と言わなくても、明らかにイってますよ！4時間 | MOODYZ MIBD-771            | 노노카 하나 · 미즈타니 코코네 · 사토미 유리아 · 오노우에 와카바 · 오츠카 사키 · 오하시 미쿠 · 우에하라 유이 · 유키미 사야 |      |
| 2013년 11월 16일 | "보상 노예" : 능욕당한 여학생 「代償奴隷」 ～陵辱された女子校生～ | 맥싱 MXGS-575              | |      |
| 2013년 11월 21일 | 삼각 목마의 세계 三角木馬の世界 | 사디스트 빌리지 SVOMN-064  | 나츠키 미아 · 세리자와 츠무기 · 요시미 리나 · 유키노 리코 · 이나가와 나츠메 · 쿠리하라 윤 |      |
| 2013년 11월 25일 | 좋아하니까 질내사정한다! : 나의 그녀는 우에하라 아이 好きだから中出ししてっ！～僕の彼女は上原亜衣～ | 혼나카 HND-086             | |      |
| 2013년 12월 1일  | 실금하며 시오후키하는 메이드 失禁潮噴きおもらしメイド | 완즈 팩토리 WANZ-124       | |      |
| 2013년 12월 6일  | 어린 미소녀를 내 마음대로 섹스2 질내사정 4시간! ロリ専科 美少女をいいなりにして生ハメ II 真正中出し！！4時間！！ | 그레이즈 CUT-012           | 시노다 사야 · 아리모토 사요 · 아오이 코하루 · 오모모 리사 · 히라코 치카 |      |
| 2013년 12월 6일  | 우에하라 아이의 소프할거야 上原亜衣のソープしちゃうぞ | 크리스탈 에이조 EKDV-353   | 하세가와 히토미 |      |
| 2013년 12월 15일 | 츤데레 여동생과 M 오빠 ツンデレ妹とドM兄 | K-Tribe KTDS-627           | 나츠키 미아 · 니시카와 리온 · 미즈키 안 · 사쿠라이 아유 · 타나카 레이카 · 호사카 에리 |      |
| 2013년 12월 19일 | 백합로리 엉덩이 ゆりろり。おしり | 레즈레! LZYL-002           | 오토하 나나세 |      |
| 2013년 12월 25일 | 우에하라 아이 최종장 上原亜衣 最終章 | BabyEntertainment DXUA-001 | |      |
| 2013년 12월 25일 | 혼나카 3주년 기념작품! 미소녀 질내사정 섬 本中3周年記念作品！！美少女中出し島 | 혼나카 HNDS-013            | 사토 하루키 · 아오이 코하루 · 오노우에 와카바 · 오츠키 히비키 · 코하루 우타 · 키타가와 히토미 · 하즈키 카렌 |      |

### 2014년
| 발매일           | 비디오 제목 | 제작사 / ID                             | 기타 출연자 | 비고 |
| ---------------- | --- | --------------------------------------- | --- | ---- |
| 2014년 1월 1일   | 남성의 쾌락과 지옥의 고통 : 전율의 멀티플 오르가즘 제 13권 男魂快楽地獄責め 戦慄のマルチプル・オーガズム研究所 第十三巻 | MOTHERS ENTERTAINMENT PICTURES MDSH-013 | |      |
| 2014년 1월 1일   | 여동생 넷과 아기 만들기 妹4人にいたずら子作り | 즈코바코 ZUKO-044                       | 나루미야 루리 · 이타노 유키 · 타케히데 아카리 |      |
| 2014년 1월 1일   | 질내사정 된 정액을 먹는다 Vol.2 中出しされたザーメンをごっくん Vol.2 | MOODYZ MIGD-557                         | 오토하 나나세 |      |
| 2014년 1월 7일   | 애널을 계속해서 능욕했다 젊은 아내의 비극 : 남편 부재중의 일주일간 アナルを犯され続けた若妻の悲劇 夫不在の1週間 | 어태커즈 RBD-549                        | |      |
| 2014년 1월 10일  | 엄청나게 가버렸다 鬼イカセ | KMP REAL-496                            | |      |
| 2014년 1월 10일  | 몸 안에 정액이 남아나지 않는 걸 보증하는 로리타신7 BEST 4시간 キンタマカラッポ保証ロ●ータ神 7 BEST4時間 | First Star LOVE-48                      | 아오이 이치고 · 아오이 코하루 · 우스이 아이미 · 츠보미 · 카스가노 유이 · 하츠메 리나 |      |
| 2014년 1월 19일  | 큰 가슴의 간호사 스페셜 : 미소녀 봉사 천국 4시간 OPPAIナーススペシャル 美少女ご奉仕天国4時間 | OPPAI PPSD-045                          | 노미야 사토미 · 쿠라타 마오 · 하마사키 마오 |      |
| 2014년 1월 19일  | 우에하라 아이의 몽땅 질내사정 38발 BEST! 上原亜衣の全部中出し38発BEST！ | 혼나카 HNDB-032                         | |      |
| 2014년 1월 24일  | 바로 찢어지는 콘돔 4시간 스페셜2 すぐに破れるコンドーム4時間スペシャル 2 | EROTICA SERO-0227                       | 노미야 사토미 · 이타노 유키 |      |
| 2014년 1월 24일  | 애니메이션 코스프레★H アニコス★H | 크리스탈 에이조 EKDV-363                | |      |
| 2014년 1월 25일  | 환각연기 자위 DOPE No.1 幻影煙自慰 DOPE No.1 | BabyEntertainment DXGD-001              | 미야비 마오 · 미이쿠라 나유 · 시이나 아야 · 오가타 미즈키 · 카에데 노노카 · 후지사키 세이라 |      |
| 2014년 2월 1일   | 의리의 시누이가 무방비로 유혹? 속옷이 자꾸 노출되는 처제와 두근두근한 공동생활 義理の妹の無防備すぎる誘惑？チラリズム 妻の妹とドキドキ共同生活 | 완즈 팩토리 WANZ-145                    | |      |
| 2014년 2월 1일   | 미소녀의 격렬한 절정, 가버리는 12명 4시간 美少女の激イカセ・イキまくり12人4時間 | 플래닛 플러스 SWAT-030                  | 사사키 하루 · 아오키 코토네 · 아유카와 치사토 · 코노하 · 코바야시 마리 · 코토네 유메 · 키무라 츠나 · 타나카 시노 · 하네다 모모코 · 하츠미 사키 · 히나타 마이 |      |
| 2014년 2월 1일   | 엉덩이 코스프레! 尻コスッ！！ | MODDYZ MIAD-664                         | |      |
| 2014년 2월 6일   | "야성의 왕국" Vol.2 「野性の王国」VOL.2 | DANDY DANDY-368                         | |      |
| 2014년 2월 7일   | 우에하라 아이 SPECIAL BEST 4시간 上原亜衣 SPECIAL BEST 4時間 | TMA 22ID-008                            | |      |
| 2014년 2월 8일   | 우에하라 아이 16시간 BEST 上原亜衣16時間BEST | MOODYZ MIBD-795                         | |      |
| 2014년 2월 9일   | 광란목마지옥 vol.1 狂乱木馬地獄 vol.1 | BabyEntertainment DXMJ-001              | 미야비 마오 · 미이쿠라 나유 · 세리자와 츠무기 · 아리모토 사요 · 아오이 시노 · 코니시 마리에 |      |
| 2014년 2월 17일  | 세일러복 & 교복 여학생에게 연속으로 질내사정1 セーラー服＆制服女子学生に連続中出し 1 | K-Tribe KTDS-647                        | 니시나 모모카 · 사쿠라사키 히나 · 사토 미츠 · 카츠라기 유니 · 코노하 · 키무라 츠나 · 타치바나 히나타 |      |
| 2014년 2월 19일  | THE 정액왕국 200발의 의식! 용서없이 힘찬 "THE 안면(정액과 음이 같음)" 너의 정액범벅 얼굴은 하여간 꼴사납구나! ザー汁王国200発式典！ 容赦ない勢いのある「ザー面」お前のまみれヅラはとにかくブザマだ！ | 요고쿠 Lite YOGU-027                    | 시노미야 유리 · 아오이 코하루 · 오모모 리사 · 오토하 미우 · 우스이 아이미 · 코하쿠 우타 |      |
| 2014년 2월 19일  | 가버린채로 음란 SEX 16시간 イキっぱなし淫乱SEX16時間 | 란마루 TYWD-050                         | @YOU · 니시나 모모카 · 모리 나나코 · 사토 하루키 · 아라이 에리 · 아오키 레이 · 유키미 사야 · 토모다 마키 · 하마사키 리오 |      |
| 2014년 2월 21일  | 우에하라 아이의 여자애랑 하자 上原亜衣のギャルでしようよ◆ | 크리스탈 에이조 EKDV-368                | |      |
| 2014년 2월 24일  | 미소녀 싸면서 FUCK 귀여운 아가씨 8시간 美少女おもらしFUCKかわゆい娘だけ8時間 | MOODYZ MIBD-768                         | 니노미야 사키 · 니시카와 유이 · 미즈타니 코코네 · 사토 하루키 · 스오 유키코 · 아라이 에리 · 아오이 치히로 · 에이로 치카 · 오하시 미쿠 · 우사미 나나 · 타케우치 아이 · 토키와 린 · 후지사키 레이리 |      |
| 2014년 2월 25일  | 미소녀 코스플레이어 : 셀카 찍으며 자위 美少女コスプレイヤー自画撮りオナニー | CMP COSQ-042                            | 니시나 모모카 · 마키세 미사 · 미즈나 레이 · 아리무라 치카 · 오모모 리사 · 츠루타 카나 · 츠보미 · 하츠미 사키 |      |
| 2014년 2월 25일  | 더블 미소녀의 야시시한 휴일 : 질내사정 남국 리조트 W美少女のエッチな休日中出し南国リゾート | 혼나카 HNDS-016                         | 오노우에 와카바 |      |
| 2014년 2월 28일  | 강간에 미치다 レイプ狂い | 앨리스 JAPAN DV-1605                    | |      |
| 2014년 3월 3일   | 큰 엉덩이 SPECIAL 청순한 엉덩이 巨尻SPECIAL 清純美尻 | 지츠로쿠 슛판 ZKKK-11                   | |      |
| 2014년 3월 5일   | 절대! 베스트 6시간 絶対！！ベスト 6じかん。 | 와프 엔터테인먼트 CLB-026               | |      |
| 2014년 3월 6일   | 최음 전류 절정3 媚薬電流アクメ 3 | ROCKET RCT-587                          | |      |
| 2014년 3월 7일   | 도쿄 BUNNY NIGHT5 東京BUNNY NIGHT 5 | BeFree BF-300                           | |      |
| 2014년 3월 7일   | 백보지 미소녀 PREMIUM 8시간 ハイパー美少女 PREMIUM 8時間 | 크리스탈 에이조 CADV-545                | 나카타니 미유 · 사토 하루키 · 아오이 코하루 |      |
| 2014년 3월 10일  | 동정 떼기 : 연하의 여자로 첫 성경험 童貞筆下ろし 年下の女の子に皮をむかれた性体験 | 핫 엔터테인먼트 SHE-031                 | 나나세 리카 · 아라키 마이 · 준나 츠라라 |      |
| 2014년 3월 13일  | 우에하라 아이 프로듀스 : 동정 떼기 버스 투어 上原亜衣プロデュース 筆おろし童貞卒業バスツアー | MOODYZ MIAD-673                         | |      |
| 2014년 3월 13일  | "무쿠"특선 : 순수한 여고생 한정 소프랜드 대호평 기념 감사제 240분 플래티나 코스 5회전 ｢無垢｣特選 無垢ナ女子高生限定ソープランド 大好評記念感謝祭 二百四十分プラチナコース 五回戦 | 무쿠 MUCD-104                           | 노미야 사토미 · 아오이 유메 · 아오이 코하루 |      |
| 2014년 3월 13일  | 우에하라 아이 시오후키 BEST SELECTION 上原亜衣 潮吹き BEST SELECTION | BACK DROP BCDP-021                      | |      |
| 2014년 3월 16일  | 내 앞에서 사랑을 하세요 私の前で愛しあいなさい | 레즈레! LZWM-001                        | 스노하라 미키 · 시라토리 유나 · 오가타 미즈키 · 오토하 나나세 · 유키 미사 · 카와노 스미레 · 키타가와 에리카 |      |
| 2014년 3월 19일  | 여학생과 하고싶어! 교복 미소녀 143명 16시간 Vol.02 女子校生とヤリたい！ 制服美少女143人16時間 Vol.02 | ROOKIE RKI-322                          | Alice (스즈키 앨리스) · Ayami · 나나이로 안 · 나루미야 루리 · 나루세 코코미 · 나리미야 카나 · 나미키 루카 · 나오시마 아이 · 나카타니 유이 · 나토리 안나 · 노미야 사토미 · 노조미 마유 · 니노미야 사키 · 루카와 리나 · 마나베 사치카 · 마에다 아야나 · 마츠리 모모 · 마츠모토 마리나 · 마츠바라 유키노 · 마츠시타 히카리 · 마키노 마코 · 모리구치 코토네 · 모모사키 마나미 · 모모카 사쿠라 · 모모타 유키나 · 모치다 미코토 · 미나미 세나 · 미나토 리쿠 · 미리아 · 미무라 쇼코 · 미미 모모카 · 미야마 아오이 · 미야지 유리카 · 미즈키 리아 · 사오토메 루이 · 사쿠라 리오 · 사쿠라 아이아이 · 사쿠라바 에리카 · 사쿠라이 에미리 · 사토 칸나 · 사토 하루키 · 사토미 유리아 · 세나 아유무 · 세리나 유키 · 스기나 츠쿠시 · 스미레 · 스즈카 네이로 · 스즈키 아이카 · 시노다 유 · 시노미야 유리 · 시모츠키 루나 · 시바사키 에리카 · 아리 · 아베 미나미 · 아사노 하루미 · 아사쿠라 유 · 아스미 치카 · 아오이 레이 · 아오이 부루마 · 아오이 시노 · 아오이 코하루 · 아오조라 코나츠 · 아이리 미쿠 · 아이우치 노조미 · 아이카와 린 · 아즈미 · 아키나 · 아키나 하루카 · 야마시타 미우 · 야마우치 사야카 · 에이로 치카 · 오가와 리오 · 오가와 사라 · 오노우에 와카바 · 오리타 유메 · 오사와 미카 · 오이치 미오 · 오츠키 히비키 · 오쿠라 아야네 · 와쿠이 유코 · 요시미 리나 · 요코야마 미유키 · 우사미 나나 · 우에하라 호나미 · 유키모토 메이 · 유키미 사야 · 이나미 아야 · 이시카와 루카 · 이즈미 유아 · 이치카와 마호 · 잇시키 아카네 · 츠바키 아리스 · 츠바키 유이 · 츠보미 · 츠지모토 료 · 츠키노 리사 · 카나에 루카 · 카미야 나츠키 · 카시와기 리카 · 카와이 코코로 · 카즈키 유리 · 코니시 레나 · 코다 리온 · 코자쿠라 사키 · 콘노 아야메 · 쿄노 유메 · 키미노 아유미 · 키우치 안나 · 키타가와 히토미 · 타치바나 나오 · 타치바나 아키 · 타치바나 줄리아 · 타치바나 히나타 · 토노 에린 · 토모카 메이 · 티아 · 하루카 유아 · 하마사키 리오 · 하세가와 시즈쿠 · 하즈키 메구 · 하츠미 사키 · 하타노 유이 · 호노카 미쿠 · 호시노 미유 · 호시노 세아라 · 호시노 아스카 · 호시미 리카 · 호시자키 안리 · 호시카와 나츠 · 후와리 유키 · 후지키타 아야카 · 후쿠야마 유 · 후타바 미카 · 히나노 리쿠 · 히라코 치카 · 히라하라 코코로 · 히로사키 료코 · 히메노 루리 · 히비키 아이리 · 히카리 |      |
| 2014년 3월 21일  | 백보지 순정 여고생 8시간 스페셜 パイパン純情JK 8時間スペシャル | 크리스탈 에이조 CADV-455                | 이타노 유키 · 이토 아가사 · 카스가노 유이 |      |
| 2014년 3월 25일  | 100명의 최고의 핸드잡 8시간 100人の超絶手コキ 8時間 | MARX Brothers co. SCF-055               | EMI · 나가사와 아즈사 · 나루미 카논 · 나카무라 사라 · 니시카와 하나코 · 마시로 후와리 · 마에지마 에리나 · 마츠모토 마리나 · 마키모토 치유키 · 모로보시 세이라 · 모치다 츠바사 · 무라카미 료코 · 미나미 사야카 · 미나미 아이리 · 미무라 히로코 · 미즈모리 아오이 · 미즈키 유메 · 미즈키 유카 · 미츠이 토와 · 사나 · 사사키 레나 · 사에키 나나 · 사와무라 레이코 · 사쿠라이 에미리 · 사토 하루키 · 스노하라 미키 · 스도 사키 · 스즈키 민트 · 시노미야 유리 · 시노자키 안나 · 시이나 유나 · 아라가키 사쿠라 · 아라이 에리 · 아리가 치히로 · 아리요시 아야 · 아베 나츠코 · 아사다 치치 · 아사쿠라 미키 · 아사쿠라 민트 · 아사쿠라 아야네 · 아소 유 · 아야메 하루 · 아오키 린 · 아유카와 나오 · 아유카와 마사키 · 아이노 미야비 · 아이카 · 아카네 호타루 · 야나기다 야요이 · 오리하라 유카리 · 오시마 아이루 · 요시나가 아카네 · 요시미 리이나 · 요시자와 미나미 · 우사미 나나 · 유키 미사 · 이에모리 카오리 · 이에모리 히토미 · 이즈미 마린 · 이타노 유키 · 짓소지 아미 · 츠지사키 · 츠키시마 리오 · 치가사키 아리스 · 카와이 치사토 · 카자마 유미 · 카토 츠바키 · 코바야시 메이 · 코사카 메구루 · 쿠루미 · 키린 레몬 · 키타하라 나츠미 · 타치바나 미온 · 타치바나 케이코 · 타카미야 료 · 타케우치 사리나 · 타케우치 사키 · 타케우치 준코 · 타키가와 에리코 · 토모쿠라 나츠미 · 하나자와 모모 · 하루카 유 · 하야카와 세리나 · 하즈키 나호 · 하즈키 사야 · 하타노 유이 · 호리구치 나츠미 · 호사카 에리 · 호소카와 마리 · 호시 유노 · 호시사키 아오이 · 호조 마키 · 호즈키 히카루 · 후유키 마이 · 후지시로 안나 · 후지와라 히토미 · 히나노 리쿠 · 히라야마 코즈에 · 히비키 메이 |      |
| 2014년 3월 25일  | 질내사정 버스 치한 中出しバス痴漢 | 혼나카 KRND-013                         | |      |
| 2014년 4월 1일   | 여학생에게 질내사정 SEX가 가능한 소프랜드 4시간 女子校生に生中出しSEXができるソープランド4時間 | 완즈 팩토리 BMW-057                     | 나츠키 안나 · 니시카와 리온 · 요시나가 아카네 |      |
| 2014년 4월 4일   | 소녀 가정교사 BEST 4시간 眼鏡×女子 あい | 크리스탈 에이조 EKDV-379                | 나루미야 루리 · 스오 유키코 · 시이나 유나 |      |
| 2014년 4월 11일  | 역 젖꼭지 치한 逆チクビ痴漢 | 드림 티켓 NLD-026                       | |      |
| 2014년 4월 13일  | "자지 빨아도 돼?" Vol.04 미소녀 20명의 모에 모에 펠라치오 240분♪ 『おちんちん舐めてもいいですか？』 Vol.02 美少女20人達の萌え萌えフェラチオ240分♪ | K-Tribe KTDS-662                        | 고토 에미 · 나츠키 미아 · 모모노 렌카 · 모토자와 토모미 · 미즈타니 사유미 · 사쿠라 코하루 · 사쿠라이 아유 · 시이나 미즈호 · 아리모토 사요 · 오기와라 쿠루미 · 오모리 리사 · 요시카와 이토 · 이리에 마나미 · 카스가 쿠루미 · 타카시로 레이나 · 호리우치 카에데 · 호사카 에리 · 히나미 호노카 |      |
| 2014년 4월 13일  | 거유 여동생 10명 연속 질내사정 Vol.02 巨乳いもうと10人連続中出し Vol.02 | K-Tribe KTDS-663                        | 니시카와 리온 · 마시로 아이 · 사쿠라사키 히나 · 사토 미츠 · 아키츠키 메이 · 우사미 마요 · 카츠라기 유미 · 타나카 시노 · 호사카 에리 |      |
| 2014년 4월 19일  | 땀과 애액. 반복되는 절정. 汗と愛液。繰り返す絶頂。 | TEPPAN TPPN-001                         | |      |
| 2014년 4월 19일  | 우에하라 아이 & 여감독이 일본을 간다! 허리가 꺾일 정도로 과격한 미약, 레즈비언 플레이 편 上原亜衣＆女監督なんともJAPANが行く！エビ反りしちゃうほど過激なエロエロ媚薬レズプレイ編 | 난바 JAPAN NNPJ-022                     | |      |
| 2014년 4월 25일  | 검정 팬티스타킹 여학생의 달콤한 유혹 黒パンスト女子校生の甘～い誘惑 | kawaii* KAWD-524                        | |      |
| 2014년 4월 25일  | 언니 아이와 동생 루리의 질내사정된 정액을 마시는 동거생활 姉・亜衣と妹・ルリの中出しごっくん同棲生活 | 혼나카 HNDS-020                         | 나루미야 루리 |      |
| 2014년 4월 25일  | 딜도 자위 30명 4시간 ディルドオナニー30人4時間 | TMA TSMS-020                            | 사토 하루키 · 우사미 나나 · 호조 마키 |      |
| 2014년 4월 26일  | 만취 올나잇 질내사정 泥酔オールナイト中出し | MOODYZ MIGD-586                         | |      |
| 2014년 5월 9일   | 나만을 위한 봉사 메이드 ボクだけのご奉仕メイド | 크리스탈 에이조 EKDV-384                | |      |
| 2014년 5월 9일   | 키스 노예 接吻奴隷 | 와프 엔터테인먼트 WSS-249               | |      |
| 2014년 5월 9일   | 수줍어하는 표정으로 유두 괴롭히기3 전편 : 오랫동안 돌려가면서 눈으로 강간하는 듯 바라보며 젖꼭지를 괴롭혀 계속 오싹오싹하게 만드는 쾌락 照れるほど見つめられる乳首責め 3 全編・長回しで視姦されながらチクビをイジられ続けるゾクゾクしちゃう快楽 | 드림 티켓 MXD-025                       | 사사키 레미 · 아사기리 아카리 · 아사노 미나미 · 유키 미사 · 이타가키 아즈사 · 키미하타 이치카 |      |
| 2014년 5월 9일   | M 음란한 말4 マゾ淫語 4 | 크리스탈 에이조 NITR-059                | |      |
| 2014년 5월 13일  | 코스프레 판타지 コスプレファンタジー | BACK DROP BCDP-028                      | 아리무라 치카 · 아오이 코하루 · 이타노 유키 |      |
| 2014년 5월 18일  | 오빠, 목욕탕에서 야한 짓 하자1 お兄ちゃん、お風呂でエッチなことしよ 1 | K-Tribe KTDS-671                        | 나츠키 미아 · 모토자와 토모미 · 사쿠라이 아유 · 우사미 나나 · 우사미 마요 · 키무라 츠나 · 타나카 레이카 · 호즈미 유리 · 후지사키 코토네 |      |
| 2014년 5월 19일  | 미약 두 구멍 절정트립! 媚薬2穴アクメトリップ！ | M’s video Group MVSD-224                | |      |
| 2014년 5월 19일  | kira★kira STREET GAL & 아저씨 : 메이드걸은 백보지 시오후키 웨이트리스 kira★kira STREET GAL＆おやじっち メイドGALはノーパン潮吹きウェイトレス 上原亜衣 大槻ひびき | kira★kira SET-016                       | 오츠키 히비키 |      |
| 2014년 5월 23일  | 우에하라 아이 8시간 SPECIAL COLLECTION2 上原亜衣 8時間 SPECIAL COLLECTION 2 | 크리스탈 에이조 CADV-465                | |      |
| 2014년 5월 25일  | 아기가 생기는 질내사정 섹스 쉐어하우스 子作り中出しシェアハウス | 혼나카 HNDS-022                         | |      |
| 2014년 6월 5일   | 가버리는 사망유희 子作り中出しシェアハウス | ROCKET RCT-618                          | |      |
| 2014년 6월 7일   | 강간 다큐멘터리 強姦ドキュメント | 어태커스 SHKD-551                       | |      |
| 2014년 6월 13일  | 시오후키 미소녀 두 구멍OK 질내사정 소프 潮吹き美少女 2穴OK生中出しソープ | MOODYZ MIGD-591                         | |      |
| 2014년 6월 13일  | 묶인 여죄소를 고문하는 교도소6 징벌의 끝에 절망, 투옥중에 묶인채 구속, 절규의 전기고문, 한계의 대량실금 절정 緊縛女囚拷問刑務所6 懲罰の果ての絶望。獄中緊縛拘束絶叫電流加虐限界大量失禁アクメ | 셀레브노 토모 CETD-178                  | |      |
| 2014년 6월 13일  | SPECIAL DOUBLE CAST : 레즈비언 AV감독 햣코의 "진심의 사랑" SPECIAL DOUBLE CAST～ レズAV監督白虎の「本気の愛し合い」 ～ | U & K AUKS-044                          | 미나토 리쿠 |      |
| 2014년 6월 19일  | 정액 레즈비언 スペレズ | M’s video Group MVSD-225                | 하츠미 사키 |      |
| 2014년 6월 19일  | 조그만 몸으로도 항문 섹스를 정말 좋아하는 소녀 9명 대집합 ちっちゃい身体で尻穴大好き。アナル大好き少女 9人大集合 | 크로스 CRAD-097                         | Alice (스즈키 앨리스) · 나나미 네이 · 아이네 유 · 이시카와 루카 · 이치노세 사쿠라 · 이토 유리아 · 코마츠 히나 · 타치바나 히나타 |      |
| 2014년 6월 19일  | 세계 레벨의 흡인력! 사이클론 진공 펠라치오 : 고환이 텅 빌때까지 빨아들이는 강력한 입 속 토네이도! 世界レベルの吸引力！ サイクロン式バキュームフェラ ツインターボ ●玉の中身がスッカラカンになるまで吸引する強力な口内トルネード！ | DEEP'S DVDES-749                        | 쿠라타 마오 |      |
| 2014년 7월 4일   | 방과후의 제물 : 성마술에 바치는 순진한 육체 放課後の生贄 ～性魔術に捧げる純真な肉体～ | 올가 MST-007                            | |      |
| 2014년 7월 7일   | 엄마와 딸 : 사람들에겐 말할 수 없는 레즈비언 근친상간 母と娘 人には言えないレズ相姦 | 비비안 BBAN-007                         | 카자마 유미 |      |
| 2014년 7월 13일  | 정액 취권 ザーメン酔拳 | MOODYZ MIGD-597                         | |      |
| 2014년 7월 13일  | E-BODY | E-BODY EBOD-386                         | |      |
| 2014년 7월 17일  | 금단의 간호 ザーメン酔拳 | GLORY QUEST GVG-012                     | |      |
| 2014년 7월 19일  | 절친과 레즈비언 섹스해! マブダチとレズれ！ | 레즈레! LZML-004                        | 하타노 유이 |      |
| 2014년 7월 19일  | 음란한 난교 淫乱大乱交 | 란마루 TYOD-232                         | 나츠미 유키 · 마리카 · 아사쿠라 코토미 |      |
| 2014년 7월 25일  | 강제 질내사정 임신 학원 強制中出し孕ませ学園 | 혼나카 HNDS-024                         | AIKA · 시노미야 유리 · 아야시로 유리나 · 아이바 레이카 · 오츠키 히비키 · 이타가키 아즈사 · 토모다 아야카 |      |
| 2014년 7월 25일  | 우에하라 아이의 집에서 자고 가자! 上原亜衣のお家に、泊まりに行こう！！ | 크리스탈 에이조 EKDV-395                | |      |
| 2014년 8월 1일   | 100명의 질내사정 100人×中出し | 혼나카 AVOP-069                         | |      |
| 2014년 8월 1일   | 원작 동인서클 : 다다미 책방 모녀의 우리 - 지옥의 시작 原作 同人サークル四畳半書房 母娘の檻 ～地獄の始まり～ | 마돈나 AVOP-072                         | 시라키 유코 · 하츠미 사키 |      |
| 2014년 8월 7일   | DANDY 약간 사정이 있는 일들 특별호 : 죄다 우에하라 아이 「DANDYちょいワケあり仕事集 特別号 まるごと上原亜衣」 | DANDY DANDY-390                         | |      |
| 2014년 8월 13일  | 우에하라 아이 여학생 COLLECTION 上原亜衣 女子校生 COLLECTION | BACK DROP BCDP-038                      | |      |
| 2014년 8월 13일  | 붓카케 질내사정 애널 섹스! ぶっかけ中出しアナルFUCK！ | MOODYZ MIGD-601                         | |      |
| 2014년 8월 21일  | 나는 세계 제일의 애널을 핥는 남자 : 미소녀의 항문을 맛보면서 내 커다란 자지를 입에다 물린다. 애널을 핥는 것은 물론 여자를 경련시켜 절정에 보내고, 시오후키시킨다. 이런 것을 할 수 있는 것은 전 우주에서 오직 나밖에 없다! 俺は世界一アナル舐め男 美少女のケツの穴を味わいながら俺のデカチ○ポしゃぶらせたい！ アナル舐めだけで女を痙攣イカセ潮吹かせまくり！これができるのは広い宇宙でただ俺だけ！ | 아마추어 인디즈 INDI-005                | |      |
| 2014년 8월 21일  | 우에하라 아이의 과격한 SEX 스페셜 4시간 시오후키! 시오후키! 시오후키! 上原亜衣過激SEXスペシャル4時間 潮！潮！潮！ | 사디스트 빌리지 SVOMN-071               | |      |
| 2014년 8월 21일  | 하반신만 알몸! ぶっかけ中出しアナルFUCK！ | GLORY QUEST OVG-003                     | 마츠나가 와카나 · 이토 사라라 · 타키가와 카논 · 타키모토 아리사 · 하츠미 사키 |      |
| 2014년 8월 22일  | 최음제를 몸에 칠한 데셍 모델 媚薬を塗られたデッサンモデル | EROTICA SERO-0248                       | |      |
| 2014년 8월 25일  | 부활! 취한 상태로 섹스♪ 復活！ほろ酔いエッチッチ♪ | kawaii* KAWD-565                        | |      |
| 2014년 8월 25일  | 뒤에서 질내사정! : 예쁜 엉덩이 팡팡, 과격한 섹스부터 질내사정까지 バックで膣射！！～美尻パンパン激FUCKからの真正中出し～ | 혼나카 HND-123                          | |      |
| 2014년 9월 1일   | 친족상간 : 아름다우신 숙모님 親族相姦 きれいな叔母さん | VENUS VENU-437                          | |      |
| 2014년 9월 1일   | Lord of Walure×MOODYZ 콜라보레이션 기획 제 2탄 Lord of Walkure×MOODYZコラボ企画 第2弾 | MOODYZ MIRD-140                         | |      |
| 2014년 9월 1일   | 음란한 허리돌리기, 노팬티, 커다란 엉덩이의 변태녀 淫らな腰振りノーパン巨尻痴女 | Fitch JUFD-393                          | |      |
| 2014년 9월 1일   | 우에하라 아이의 굉장한 테크닉을 참을 수 있다면 콘돔 없이 ★ 질내사정 섹스! 上原亜衣の凄テクを我慢できれば生★中出しSEX！ | 완즈 팩토리 WANZ-227                    | |      |
| 2014년 9월 5일   | 우에하라 아이를 비디오방 독실에 파견합니다 上原亜衣を個室ビデオ店に派遣します。 | 크리스탈 에이조 EKDV-401                | |      |
| 2014년 9월 7일   | 남편의 눈 앞에서 농락당한다 : 검어지는 욕망 夫の目の前で犯されて―黒光りの暴辱 | 어태커즈 SHKD-564                       | |      |
| 2014년 9월 13일  | MOODYZ 투어 감사제 바코바코 버스투어 2014 : 남국 바코바코랜드 대난교! MOODYZファン感謝祭バコバコバスツアー2014 南国バコバコランド大乱交！！ | MOODYZ MIRD-141                         | 나츠메 유키 · 마키하라 마나 · 미나토 리쿠 · 사쿠라이 아유 · 아베노 미쿠 · 아오이 시노 · 오토하 나나세 · 츠보미 · 카나에 루카 · 카미하타 이치카 · 카와무라 마야 · 콘노 히카루 · 쿠루루기 미캉 · 하마사키 마오 · 하타노 유이 |      |
| 2014년 9월 25일  | 사쿠라 마나×우에하라 아이의 초호화 이륜차 소프 紗倉まな×上原亜衣 超高級二輪車ソープ嬢 | SOD 크리에이트 STAR-550                 | 사쿠라 마나 |      |
| 2014년 9월 25일  | 우에하라 아이의 동정육성계획 上原亜衣の童貞育成計画 | 에리 BCDD-001                           | |      |
| 2014년 9월 25일  | 정말 임신하기 쉬운 체위로 하는 수정SEX 本当に妊娠しやすい体位でやる受精SEX | 혼나카 HND-130                          | |      |
| 2014년 9월 25일  | 아이와 땀 투성이의 다다미방 생활 亜衣と汗だく四畳半性活 | kawaii* KAWD-575                        | |      |
| 2014년 9월 25일  | 원작 : 폰타카 하나다×사랑하는 여주인공 우에하라 아이! 어린 부인 原作・ポン貴花田×恋するヒロイン上原亜衣！！つぼみな奥さん | 마돈나 URE-018                          | |      |
| 2014년9월 26일   | 우에하라 아이와 섹스할 수 있는 권리 上原亜衣とSEXできる権利 | EROTICA SERO-0252                       | |      |
| 2014년 10월 1일  | 아침부터 밤까지 아기만들기 삼매경 朝から晩まで子作り三昧 | 완즈 팩토리 WANZ-245                    | |      |
| 2014년 10월 7일  | 애널, 흐드러지게 피다 アナル、咲き乱れて… | 어태커즈 RBD-624                        | |      |
| 2014년 10월 7일  | 키스부터 시작되는 엄마와 아들의 애정, 밀착, 농후한 섹스 キスからはじまる母と息子の愛情、密着、濃厚セックス | VENUS VENU-448                          | |      |
| 2014년 10월 10일 | 최초이자 마지막 : 우에하라 자매. 우에하라 아이(언니)×우에하라 마이(동생) 最初で最後の、上原姉妹 上原亜衣(姉)Ｘ上原麻衣(妹) | 모모타로 영상출판 YMDD-095              | 우에하라 마이 |      |
| 2014년 10월 10일 | 에스테틱 살롱에서 욕구 불만의 유부녀가 남편 몰래 바람 삼매경, 남성 에스테티션의 육봉을 받아들이고, 성욕을 발산한다… 음란한 유부녀 5명 エステティックサロンで欲求不満の人妻が旦那に内緒で浮気三昧。男性エステティシャンの肉棒を受け入れ、性欲を発散させる…淫らな人妻5名 | GIGOLO GIGL-085                         | 하세가와 시즈쿠 · 히노 히카리 |      |
| 2014년 10월 10일 | 마조히스트의 초상 : 피학에 좀이 쑤시는 젊은 아내의 육체 マゾの肖像～被虐に疼く若妻の肉体～ | 올가 TORG-004                           | |      |
| 2014년 10월 13일 | 후타나리×백색 체액 ふたなり×白い体液 | MOODYZ MIAD-716                         | 우에하라 카렌 |      |
| 2014년 10월 19일 | 거유 아가씨와 맘대로 하자 巨乳娘とヤリ放題 | OPPAI PPPD-324                          | |      |
| 2014년 10월 23일 | "처음이지만 저는 안될까요" 우에하라 아이와 만난지 30분만에 일반 남성과 질내사정, 동정을 질내사정으로 잔-뜩 먹어버리는거야? 『はじめてが私じゃダメですか』上原亜衣は出会って30分で一般男性の中出し童貞を膣内にドクドク奪えるのか？ | DANDY DANDY-397                         | |      |
| 2014년 10월 24일 | 우에하라 아이 8시간 SPECIAL COLLECTION3 上原亜衣 8時間 SPECIAL COLLECTION 3 | 크리스탈 에이조 CADV-490                | |      |
| 2014년 10월 25일 | 임신연구소 질내사정 반복 실험 妊娠研究所 繰り返される中出し実験 | 혼나카 KRND-025                         | |      |
| 2014년 11월 1일  | 은밀 바코바코 버스투어 2014 : 보결 인원 구제? 앳된 후운샤의 야망 うらバコバコバスツアー2014 補欠者救済？つぼみ風雲斎の野望！！ | MOODYZ MIAD-722                         | 나츠메 유키 · 미나토 리쿠 · 사토 하루키 · 사쿠라이 아유 · 아베노 미쿠 · 아오이 시노 · 오토하 나나세 · 카나에 루카 · 카미하타 이치카 · 카와무라 마야 · 코하쿠 우타 · 콘노 히카루 · 하마사키 마오 · 하타노 유이 · 호사카 에리 · 히로세 나나미 |      |
| 2014년 11월 1일  | 전구멍 완전 방치 性肛 前穴完全放置 | MOODYZ MIMK-025                         | |      |
| 2014년 11월 7일  | 여학생 감금능욕 귀축윤간115 女子校生監禁凌辱 鬼畜輪姦115 | 어태커즈 SHKD-578                       | |      |
| 2014년 11월 8일  | 일본에서 제일 귀여운 큰 자지에 미쳐버려서 SEX 性肛 前穴完全放置 | ROCKET RCT-669                          | 오시마 카오루 |      |
| 2014년 11월 13일 | 순진무구한 여학생이 침대나 시트를 붙잡고 가버리는 사생활 섹스 純粋無垢な女子校生がベッドやシーツを掴んでイキまくるプライベートSEX | 무쿠 MUKD-318                           | 미나토 리쿠 · 오토하 나나세 · 요시카와 이토 |      |
| 2014년 11월 20일 | 아침부터 밤까지 질내사정 섹스15 朝から晩まで中出しセックス 15 | IENERGY! OENE-489                       | |      |
| 2014년 11월 20일 | 10명 연속 질내사정으로 환자의 성욕을 해소시켜주는 신참 간호사 10人連続真正中出しで患者の性処理を行う新人看護師 | SOD 크리에이트 SDDE-377                 | |      |
| 2014년 11월 20일 | 바이브 머신에 중간에 마구 가버려 5분만에 오다리가 되어 삽입! 2분에 허리가 휘어 시오후키! マシンバイブで中イキしまくる5分でガニ股挿入！2分で海老反り潮吹き！ | SOD SVDVD-441                           | |      |
| 2014년 11월 25일 | 탈법행위 소녀의 경련 질내사정 섹스 脱法ガールの痙攣中出しセックス | 혼나카 HND-139                          | |      |
| 2014년 11월 25일 | 돌격!? 이웃집 가난뱅이씨! 突撃！？隣のビンボーさん！ | kawaii* KAWD-588                        | 나고미 |      |
| 2014년 11월 28일 | 물리치료원에서 느껴버려, 육봉을 요구해버린 변태 유부녀들… "선생님, 남편에게는 비밀로 해주세요…" 整体治療院で思わず感じてしまい、肉棒を求めてしまったスケベな人妻たち…「先生、主人には内緒にして下さい…」 | GIGOLO GIGL-099                         | 사토 하루키 |      |
| 2014년 12월 1일  | ZUKOBAKO 기적의 여름방학 : 일반인 남성들이 보냈던 꿈같은 하루 ZUKOBAKO 奇跡の夏休み ～素人男性達が過ごした夢の1日～ | 즈코바코 ZUKO-066                       | 린카 · 미나토 리쿠 · 미네기시 후지코 · 사토 하루키 · 세리자와 츠무기 · 오토하 나나세 · 카와나 미스즈 · 하타노 유이 · 히토미 마도카 |      |
| 2014년 12월 1일  | DIGITAL CHANEL DC123 | 아이디어 포켓 SUPD-123                  | |      |
| 2014년 12월 5일  | 여고생 치어걸즈 JKチアガールズ | 크리스탈 에이조 EKDV-410                | 모토자와 토모미 · 오토하 나나세 |      |
| 2014년 12월 6일  | 여자 아나운서 얼굴에 사정! 우에하라 아이 스페셜 女子アナに顔射！ゴールデン 上原亜衣スペシャル | ROCKET RCT-680                          | |      |
| 2014년 12월 20일 | 암컷의 액 레즈비언 牝汁レズビアン | 레이딕스 NEO-049                        | |      |
| 2014년 12월 25일 | 진짜 정액 전부 발사 : 붓카케, 정액 먹기, 애널, 구멍 두개, 질내사정 최고급 성노예 육성감옥 全発射本物精子 ぶっかけ・精飲・アナル・2穴・中出し最高級性奴隷育成監獄 | 다스! DASD-276                          | 니노미야 사키 · 미나토 리쿠 · 카스미 카호 · 코니시 마리에 · 타카나시 아유미 · 하스미 쿠레아 |      |
| 2014년 12월 25일 | 혼나카 4주년 기념작품! 미소녀 질내사정 섬 2014 本中4周年記念作品！！美少女中出し島2014 | 혼나카 HNDS-027                         | 미나토 리쿠 · 미야자키 아야 · 오츠키 히비키 · 오토하 나나세 · 카나에 루카 · 카와무라 마야 · 콘노 히카루 · 토모다 아야카 · 하타노 유이 |      |
| 2014년 12월 25일 | 헤롱헤롱 미소녀 3P 헬스 にゅるにゅる美少女3Pヘルス | kawaii* KAWD-601                        | 아오야마 미쿠 |      |

### 2015년
| 발매일          | 비디오 제목 | 제작사 / ID                 | 기타 출연자 | 비고            |
| --------------- | --- | --------------------------- | --- | --------------- |
| 2015년 1월 7일  | 탈옥수 脱獄者 | 어태커즈 SHKD-592           | |                 |
| 2015년 1월 8일  | 언니에게는 비밀로 형부의 젖꼭지를 괴롭히는 아내의 여동생 お姉ちゃんには内緒と言いながら乳首責めしてくる嫁の妹 | 아키노리 FSET-531           | 카나에 루카 · 하나사키 노도카 |                 |
| 2015년 1월 8일  | 섹스클리닉 팬 감사제 2015 : 초호화 S급 간호사 전부 집합! 4시간 스페셜 性交クリニック ファン感謝祭2015 超豪華S級ナース大集合!4時間スペシャル | SOD 크리에이트 SDDE-383     | 시노다 아유미 · 시이나 유나 · 아리무라 치카 · 카미하타 이치카 · 하타노 유이 |                 |
| 2015년 1월 15일 | 여감독 하루나의 아마추어 레즈비언 헌팅88 : 친구끼리, 혀넣고 키스, 레즈섹스, 겨드랑이 핥기, 전동 마사지기, 친구 보지 관찰, 양면 딜도 등등 女監督ハルナの素人レズナンパ 88友達同士・ベロちゅう・貝合わせ・腋舐め・電マ・親友マ○コ観察・双頭ディルドetc. | 피터스 NPS-237              | |                 |
| 2015년 1월 17일 | 우에하라 아이의 역 애널섹스 천국 上原亜衣の逆アナルファック天国 | M’s Video Group MVSD-245    | |                 |
| 2015년 1월 19일 | 동경하던 선배와 레즈섹스! 처음에 결정했어요 憧れの先輩とレズれ！はじめては決めてました | 레즈레 LZML-006             | 카나세 나츠루 |                 |
| 2015년 1월 22일 | 우에하라 아이하고 애인이 되지 못하는건 질내사정밖에 할 줄 모르는 니가 나빠서야! 上原亜衣に恋人が出来ないのは中出しばかりさせるお前らが悪い！ | 혼나카 HND-154              | |                 |
| 2015년 1월 22일 | 우에하라 아이 & 여감독이 일본을 간다! 격렬한 테크닉에 시오후키 : 레이디스 클리닉 上原亜衣＆女監督なんともJAPANが行く！凄テク潮吹きレディースクリニック | 난바 JAPAN NNPJ-061         | |                 |
| 2015년 1월 23일 | 우에하라 아이가 섹스를 직접 촬영했다 上原亜衣がSEXを自撮りしてみた | EROTICA SERO-0265           | |                 |
| 2015년 1월 25일 | 절대적 피부미인 선언 : 요정처럼 투명함이 넘쳐흐르는 미소녀 3명이 자아내는 음란한 세계 絶対美肌宣言～妖精のように透明感溢れる美少女３人が織りなす淫靡な世界～ | kawaii* KAWD-613            | 스즈카와 아야네 · 하즈키 카렌 |                 |
| 2015년 1월 25일 | 네 명의 동급생에게 인기가 많아서 곤란하니까 아기 만들기하자 同級生4人にモテすぎて困るから子作り | 즈코바코 ZUKO-070           | 츠지이 유 · 카나에 루카 · 하타노 유이 |                 |
| 2015년 2월 13일 | 우에하라 아이의 모든 것… 6시간 30분 上原亜衣ノスベテ… 6時間30分 | 무쿠 MUCD-134               | |                 |
| 2015년 2월 13일 | 잠입수사관 潜入捜査官 | KMP MILD-957                | |                 |
| 2015년 2월 13일 | 이성이 날아가버리게 하는 미소녀와 질내사정 섹스 理性の吹き飛んだ美少女と中出し性交 | MOODYZ MIAD-754             | |                 |
| 2015년 2월 16일 | 철판 미소녀 땀투성이 섹스 鉄板 美少女汗だく性交 | TEPPAN TOMN-009             | 미나토 리쿠 · 아리무라 치카 · 아베노 미쿠 · 이타가키 아즈사 · 타케우치 마코토 · 하츠미 사키 |                 |
| 2015년 2월 19일 | 당신의 집에 아마미 츠바사와 우에하라 아이를 보내드립니다 アナタの自宅に天海つばさと上原亜衣をお届けします。 | 아이디어 포켓 IPZ-523       | 아마미 츠바사 |                 |
| 2015년 2월 20일 | 강제로 오줌 먹이기 強制飲尿 | 풀 클럽 엔터테인먼트 IA-415 | 미즈나 레이 · 시이나 유키 |                 |
| 2015년 2월 25일 | 이 다음에 마구마구 섹스했다 このあと滅茶苦茶セックスした | 다스! PLA-044               | |                 |
| 2015년 2월 25일 | 최고급 성노예 육성 감옥 : 미공개 조교 기록 最高級性奴隷育成監獄 未公開調教記録 | 다스! DASD-281              | 니노미야 사키 · 미나토 리쿠 · 카스미 카호 · 코니시 마리에 · 타카나시 아유미 · 하스미 쿠레아 |                 |
| 2015년 2월 25일 | 100명의 질내사정 완전판 100人×中出し完全版 | 혼나카 HNDS-028             | 오츠키 히비키 · 코하쿠 우타 |                 |
| 2015년 2월 28일 | 우에하라 아이의 엄청난 하드 플레이 8시간 베스트 上原亜衣のものすごいハードプレイ8時間ベスト | MOODYZ MIBD-892             | |                 |
| 2015년 3월 7일  | PREMIUM STYLISH SOAP GOLD | PREMIUM PGD-761             | |                 |
| 2015년 3월 13일 | 인간 조작 아이템 - 모시모데리헤루 : 저 애는 오늘부터 내 전용 출장 성접대녀 人間操りアイテム もしもデリヘル～あの子は今日から俺専用デリヘル嬢～ | MOODYZ MIMK-031             | |                 |
| 2015년 3월 13일 | 질내사정 해도 되는 풍속 안내원 中出しの出来る風俗案内嬢 | KMP MILD-963                | |                 |
| 2015년 3월 15일 | Debut Vol.20 : 현역 인기 No.1 여배우 우에하라아이 무삭제 Debut Vol.20 ～現役人気No.1女優、上原亜衣解禁～ | 캐리비안컴 031515_828       | | - 모자이크 없음 |
| 2015년 3월 20일 | 우에하라 아이 8시간 SPECIAL COLLECTION4 上原亜衣 8時間 SPECIAL COLLECTION 4 | 크리스탈 에이조 CADV-515    | |                 |
| 2015년 3월 25일 | 만나자 마자 바로, 여배우가 덮쳐서 질내사정 섹스 出会って速攻、女優の方から襲いかかる生中出しSEX | 다스! PLA-045               | |                 |
| 2015년 3월 25일 | 강제 질내사정 팬 감사제 : 팬 여러분! 아이의 자궁에 억지로 자지를 쑤셔넣어 질내사정하셔서, 도대체 누구 것인지 모를 양의, 수천억 마리의 살아있는 정자를 부어넣어 임신시켜 주세요! 強制中出しファン感謝祭～ファンの皆さま、亜衣ちんの子宮に無理矢理チ○ポ挿入＆膣内射精して誰の子供かわからなくなるほどに数千億匹の生きた精液ドプドプ注いで妊娠させちゃってください！！！！～ | 혼나카 KRND-030             | |                 |
| 2015년 3월 27일 | 정상위에서도, 뒤로 하는 자세에서도 스스로 움직여 보지를 박아대는 여자아이 正常位でもバックでも自分から動いてマ○コを打ちつけてくる女の子 | EROTICA SERO-0272           | |                 |
| 2015년 4월 1일  | 인기있는 자위 기구와 우에하라 아이가 합체! 大人気オナホールと上原亜衣が合体！！ | MOODYZ MIAD-773             | |                 |
| 2015년 4월 2일  | 본 적 없는 우에하라 아이의 평상시 모습 공개 나카노×24시간×밀착 다큐멘터리 見たこともない上原亜衣の素顔公開 中野×24時間×密着ドキュメンタリー | GLORY GUEST GVG-125         | |                 |
| 2015년 4월 4일  | 레즈비언 하이스쿨 : 방과후 논스톱&하이텐션☆여고생 레즈비언 대난교 レズビアンハイスクール～放課後ノンストップ＆ハイテンション☆JKほろ酔いレズ大乱交～ | 비비안 BBAN-034             | 마키하라 마나 · 시로사키 아오이 · 아베노 미쿠 · 아야시로 유리나 · 카나에 루카 |                 |
| 2015년 4월 7일  | THE 미공개 : 우에하라 아이가 뽑아주는 임금님 펠라치오 THE 未公開 ～上原亜衣が抜く王様フェラ～ | 캐리비안컴 040715_001       | | - 모자이크 없음 |
| 2015년 4월 9일  | 섹스클리닉 팬 감사제 2015 : 질내사정 간호편 4시간 스페셜 性交クリニック ファン感謝祭2015 中出し看護編 4時間スペシャル | SOD 크리에이트 SDDE-395     | 시노다 아유미 · 시이나 유나 · 아리무라 치카 · 카미하타 이치카 · 하타노 유이 |                 |
| 2015년 4월 10일 | 참을 수 없는 육식 변태녀 4시간 6 ガマン出来ない肉食系痴女 4時間 6 | BAZOOKA MDB-605             | 미즈키 리사 · 사에지마 나츠키 · 타마키 마이 · 하츠미 사키 |                 |
| 2015년 4월 11일 | 사립 순진여학관 : 무쿠 공식 순진여학관 명부 私立純真女学館 無垢「公式」純真女学館名鑑 | 무쿠 MUCD-138               | 노미야 사토미 · 미나토 리쿠 · 아오이 유메 · 이타가키 아즈사 · 호시카와 나츠 |                 |
| 2015년 4월 13일 | 우에하라 아이 대 총집편 8시간 上原亜衣 大総集編 8時間 | BACK DROP BCDP-055          | |                 |
| 2015년 4월 17일 | 네 번의 섹스 4本番 | TEPPAN TPPN-051             | |                 |
| 2015년 4월 19일 | 아이와 하타노의 비밀의 섹스방 あいちんとはたちゃんの秘密のヤリ部屋 | 혼나카 HNDS-032             | 하타노 유이 |                 |
| 2015년 4월 24일 | 최상급 소프녀 이야기 Vol.27 極上泡姫物語 Vol.27 | 캐리비안컴 042415_860       | | - 모자이크 없음 |
| 2015년 4월 24일 | 앵콜 Vol.46 해금 : 현역 No.1 우에하라 아이 アンコール Vol.46 解禁 : 現役No.1 上原亜衣 | 스테이지2 미디어 S2M-046    | | - 모자이크 없음 |
| 2015년 4월 24일 | 핑크색 전사 : 브레스트 가면 桃色の戦士 ブレスト仮面 | TMA HCOD-001                | |                 |
| 2015년 4월 24일 | 치한당한 다음 날도 똑같은 전차에 탑승하는 미니스커트 여고생 痴漢された次の日も同じ車両に乗ってくるミニスカJK | EROTICA SERO-0275           | |                 |
| 2015년 5월 8일  | 우에하라 아이가 자지를 자위시켜 주는 걸 견뎌내신다면 10만엔을 드립니다 上原亜衣のチ●ポしごきに耐えたら10万円差し上げます | KMP REAL-535                | |                 |
| 2015년 5월 8일  | 성욕 해방 : 끌어안고서 진한 키스하며 하는 열정적인 섹스 性欲解放 絡み合う濃厚接吻と求め合う情熱性交 | TMA T28-398                 | |                 |
| 2015년 5월 9일  | 유두 모양이 선명하게! 노브라 니트 차림에 나 발정해버렸어 乳首の形がクッキリ！ノーブラニット姿に発情しちゃった俺 | 아키노리 FSET-549           | |                 |
| 2015년 5월 13일 | MOODYZ 팬 감사제 집으로 들이닥쳐 질내사정 난교 4시간 스페셜 MOODYZファン感謝祭 自宅に押しかけ中出し大乱交4時間SPECIAL | MOODYZ MIRD-149             | 소노하라 마오 · 오토하 나나세 · 하츠미 사키 |                 |
| 2015년 5월 20일 | THE 미공개 : 귀축 펠라치오 THE 未公開 ～鬼畜イラマチオ～ | 캐리비안컴 052015_881       | | - 모자이크 없음 |
| 2015년 5월 23일 | 벽에 끼어서 나갈 수 없어! 壁にはまって出れない！！ | 혼나카 HND-181              | |                 |
| 2015년 5월 25일 | 우에하라 아이는 나의 그녀 上原亜衣はオレのカノジョ。 | GARDEN GASO-0043            | |                 |
| 2015년 6월 5일  | 우에하라 아이를 맘대로 한다! : 아이와 당신의 궁극 망상 LOVE 스토리 上原亜衣をフリまくれ！！～亜衣とアナタの究極妄想LOVEストーリー～ | 골든 타임 GDTM-047          | |                 |
| 2015년 6월 6일  | 철저하게 겨드랑이 徹底的腋 | 아키노리 FSET-554           | |                 |
| 2015년 6월 8일  | 남들을 도발하며 레즈비언 섹스 挑発見せつけレズセックス | U & K AUKG-293              | 미나토 리쿠 · 아오이 시노 · 안자키 노조미 · 카와무라 마야 · 호시카와 마키 |                 |
| 2015년 6월 11일 | 백스테이지에서 가슴이 철렁 스페셜 : 방광이 팽팽 패닉 バックステージどっきりSP ～膀胱パンパンパニック～ | 캐리비안컴 061115_897       | | - 모자이크 없음 |
| 2015년 6월 12일 | 우에하라 아이 PLATINUM SELECTION 上原亜衣 PLATINUM SELECTION | TMA 23ID-024                | |                 |
| 2015년 6월 14일 | 음란하게 말하는 그녀 淫語彼女 | 도그마 DDB-271              | |                 |
| 2015년 6월 14일 | 처제가 목욕하는 장면을 봐버린 나 嫁の妹の風呂上がりを見てしまった俺 | 아키노리 FEST-558           | 마키하라 마나 · 시부야 미키 · 아이자와 루루 |                 |
| 2015년 6월 20일 | 청순한게 좋아? 밝히는게 좋아? 더블 질내사정 배틀 : 굉장한 보지 테크닉! 清純が好き？スケベが好き？W中出しバトル凄マンテクニック！！ | 혼나카 HNDS-035             | 사토 하루키 |                 |
| 2015년 6월 28일 | 귀여운 여학생과 야한 섹스 THE 4시간 愛らしい女子校生といやらしいセックス THE4時間 | 무곤 MUGON-138              | 미야지 유리카 · 이타노 유키 |                 |
| 2015년 6월 30일 | 너무한 질내사정 : 노도의 열 판 승부 ヤリすぎ生中出し怒濤の十番勝負 | CLIMAX ZIPANG CZ-014        | |                 |
| 2015년 6월 30일 | 격하게 간다 激イカセ | 캐리비안컴 063015_910       | | - 모자이크 없음 |
| 2015년 7월 4일  | 당신, 용서해줘…. 배덕의 캔버스 あなた、許して…。背徳のキャンバス | 어태커즈 ADN-064            | |                 |
| 2015년 7월 12일 | 우에하라 아이 섹스 촬영×질내사정 BEST SELECTION 上原亜衣 ハメ撮り×中出し BEST SELECTION | BACK DROP BCDP-061          | |                 |
| 2015년 7월 12일 | 우에하라 아이 최초의 쇼타 작품! 미모의 숙모×귀축 에로 꼬마 "숙모는 우리들의 성 장난감" 上原亜衣 初ショタ作品！美貌の叔母×鬼畜エロガキ 「ママは僕らのオナホール」 | 젠틀맨 GENT-080             | |                 |
| 2015년 7월 19일 | 사춘기 손녀와 할아버지가 질내사정 섹스하는 휴일 思春期の孫とおじいちゃんが中出しセックスしまくる盆休み | 혼나카 HND-205              | |                 |
| 2015년 7월 23일 | THE 미공개 : 세라복 입고 전신 핥아주기 THE 未公開 ～セーラー服で全身リップサービス～ | 캐리비안컴 072315_927       | | - 모자이크 없음 |
| 2015년 7월 24일 | 태양의 미소녀 전사 세일러 스페르 太陽の美少女戦士 セーラースフェール | TMA HCOD-004                | |                 |
| 2015년 7월 24일 | 팀 대항으로 역헌팅하는 룰렛 여행! in 주오센 엔센(중앙선 연선)편 チーム対抗 逆ナンパでルーレットの旅！！ in 中央線沿線編 | KMP UMAD-086                | 오토하 나나세 · 와카츠키 마리아 · 하마사키 마오 |                 |
| 2015년 8월 5일  | 앵콜 Vol.47 우에하라 아이를 능욕 アンコール Vol.47 上原亜衣を陵辱 | 스테이지2 미디어 S2M-047    | | - 모자이크 없음 |
| 2015년 8월 6일  | 여열대륙 File.042 女熱大陸 File.042 | 캐리비안컴 080615_939       | | - 모자이크 없음 |
| 2015년 8월 7일  | 정액요정14 미녀의 정액 마시기 スペルマ妖精 14 美女の精飲 | S.P.C ASW-186               | |                 |
| 2015년 8월 14일 | 판타스틱 아이 ファンタスティック・アイ | GIGA GHPM-12                | |                 |
| 2015년 8월 14일 | 우에하라 아이에게 50회 사정 8시간 上原亜衣で50回射精8時間 | EROTICA SERO-0287           | |                 |
| 2015년 8월 14일 | 부활 애널 해금 復活アナル解禁 | KMP XRW-106                 | |                 |
| 2015년 8월 14일 | 꽉 묶인 영애 緊縛令嬢 | KMP MKMP-005                | |                 |
| 2015년 8월 19일 | 정액 뷔페3 食ザーごっくんバイキング3 | M’s video Group MVSD-267    | |                 |
| 2015년 8월 21일 | 우에하라 아이 COMPLETE BOX 4장 830분 上原亜衣 COMPLETE BOX 4枚組830分 | TMA T28-415                 | |                 |
| 2015년 8월 25일 | 첫 번째 헌팅 질내사정 : 아마추어 남자의 얼굴공개 OK! 집 공개도 OK! 출연도 OK! 수락하지 않으면 돌아갈 수 없어요! はじめてのガチナンパ中出し ガチ素人男性の顔出しOK！自宅OK！出演OK！交渉しないと帰れません！！ | 혼나카 HND-209              | |                 |
| 2015년 9월 1일  | SOD 여성 감독 야마모토 와카메식 "사정 컨트롤" : 발기한 남성은 사정하기 위해 여성의 말대로 움직이는가? SOD女性監督・山本わかめ式「射精コントロール」～勃起した男子は‘射精の快楽’を味わうためなら、女子の言いなりになってしまうのか？～ | SOD 크리에이트 AVOP-102     | 스노하라 미키 · 이치카와 마사미 · 하타노 유이 |                 |
| 2015년 9월 1일  | 100명과의 질내사정 2015 : 섹스해서 아이가 생기는건 절대로 안되는 학교 100人×中出し2015 絶対に濡れてはイケない孕ませ学校 | 혼나카 AVOP-117             | AIKA · 미야자키 아야 · 카나에 루카 · 카미키 사야카 · 콘노 히카루 · 하마사키 마오 |                 |
| 2015년 9월 1일  | MOODYZ 팬 감사제 바코바코 버스투어 2015 : 1박 2일로 간다! 꿈의 대난교 AV 올스타즈! MOODYZファン感謝祭 バコバコバスツアー2015-1泊2日でイクッ！夢の大乱交AVオールスターズ！- | MOODYZ AVOP-119             | AIKA · JULIA · 나고미 · 노노카 하나 · 미나미 리오나 · 미즈노 아사히 · 사쿠라기 유키네 · 사토 아이리 · 스즈카와 아야네 · 요시카와 아이미 · 진 유키 · 카스미 카호 · 카야마 미오 · 카와카미 유 · 하스미 쿠레아 · 하야카와 세리나 · 하타노 유이 |                 |
| 2015년 9월 1일  | 동경하던 선배와 레즈섹스! 첫 레즈는 정말 좋아하는 아이랑, 첫 레즈비언 더블 해금! 憧れの先輩とレズれ！〜初めてのレズは大好きな亜衣ちゃんと〜 初レズW解禁！！ | 레즈레 AVOP-144             | 나고미 · 나츠메 아이리 |                 |
| 2015년 9월 10일 | 농염한 불륜아내의 고백 濃厚不倫妻の告白 | 타카라 에이조 MOND-051      | |                 |
| 2015년 9월 11일 | 귀신같은 펠라치오 지옥 : 여학생 스페셜2 鬼フェラ地獄 女子校生スペシャル2 | KMP REAL-549                | 하루키 카렌 |                 |
| 2015년 9월 11일 | 야한 말로 칭찬하고 어루달래고 질내사정시키는 최고의 비서 褒めて癒して中出しさせてくれる極上淫語秘書 | KMP MDB-639                 | 시노다 유 · 아야세 미아미 · 치노 아즈미 · 혼다 리코 |                 |
| 2015년 9월 26일 | AV 여배우의 뒷면 리포트 : 이야기하고 싶-어 AV女優の裏側リポート かたりたがーる | 하마짐 VGD-164              | |                 |

## 이미지 비디오
| 발매일           | 비디오 제목              | 제작사 / ID            | 기타 출연자 | 비고 |
| ---------------- | ------------------------ | ---------------------- | ----------- | ---- |
| 2013년 12월 26일 | 에로 큐트 エロキュート   | 올스택 픽쳐스 ECR-0062 |             |      |
| 2014년 6월 27일  | Real X                   | 사이분칸슛판 SBVD-0237 |             |      |
| 2014년 11월 25일 | pg                       | 턴 테이블 PGOD-096     |             |      |
| 2015년 1월 29일  | 에로 큐트2 エロキュート2 | 올스택 소프트 ECR-0075 |             |      |